# قائمة تدابير الاقتراع في ولاية واشنطن
استخدمت ولاية واشنطن الأمريكية نظام الديمقراطية المباشرة منذ حصولها على حالة الولاية في عام 1889. يملك المواطنون والهيئة التشريعية للولاية القدرة على اقتراح تشريعات جديدة، أو تشريعات أقرتها الهيئة التشريعية مؤخرًا، لتكون على الاقتراع للتصويت الشعبي. هناك ثلاثة أنواع من تدابير الاقتراع التي يمكن التصويت عليها في الانتخابات العامة: المبادرات، والاستفتاءات، والتعديلات الدستورية المحالة من الهيئة التشريعية. لكي يمكن إدراج تدبير ما على الاقتراع، يجب على المؤيدين جمع توقيعات من الناخبين المسجلين. من عام 1898 إلى عام 1912، كانت التدابير الوحيدة المسموح بها هي التعديلات الدستورية المحالة من الهيئة التشريعية. في عام 1912، مُرر تعديل بنجاح لإنشاء عملية يقودها المواطنون للمبادرات والاستفتاءات، وأُقرت أول مبادرة ناجحة في عام 1914.
منذ اعتماد هذه العملية، أصبحت تدابير الاقتراع مقبولة على نطاق واسع كجزء من النظام الانتخابي في واشنطن. اعتبارًا من 2020 قُدمت أكثر من 2000 مبادرة مختلفة إلى الدولة، بالإضافة إلى عدد أقل بكثير من الاستفتاءات. حصلت نسبة ضئيلة فقط من بينها على التوقيعات المطلوبة لتكون على الاقتراع. في السنوات الأخيرة، استُخدمت تدابير الاقتراع لتقنين سياسات مثيرة للجدل سياسيًا مثل القتل بمساعدة، والزواج بين نفس الجنس، واستخدام الماريجوانا. لقد أثارت ممارسات جمع التوقيعات (العمال المدفوعين لجمع التوقيعات لتدابير الاقتراع) جدلاً كبيرًا في الدولة، كما أثارت بعض أساليب الناشطين العدوانية تجاه تدابير الاقتراع.

## الخلفية

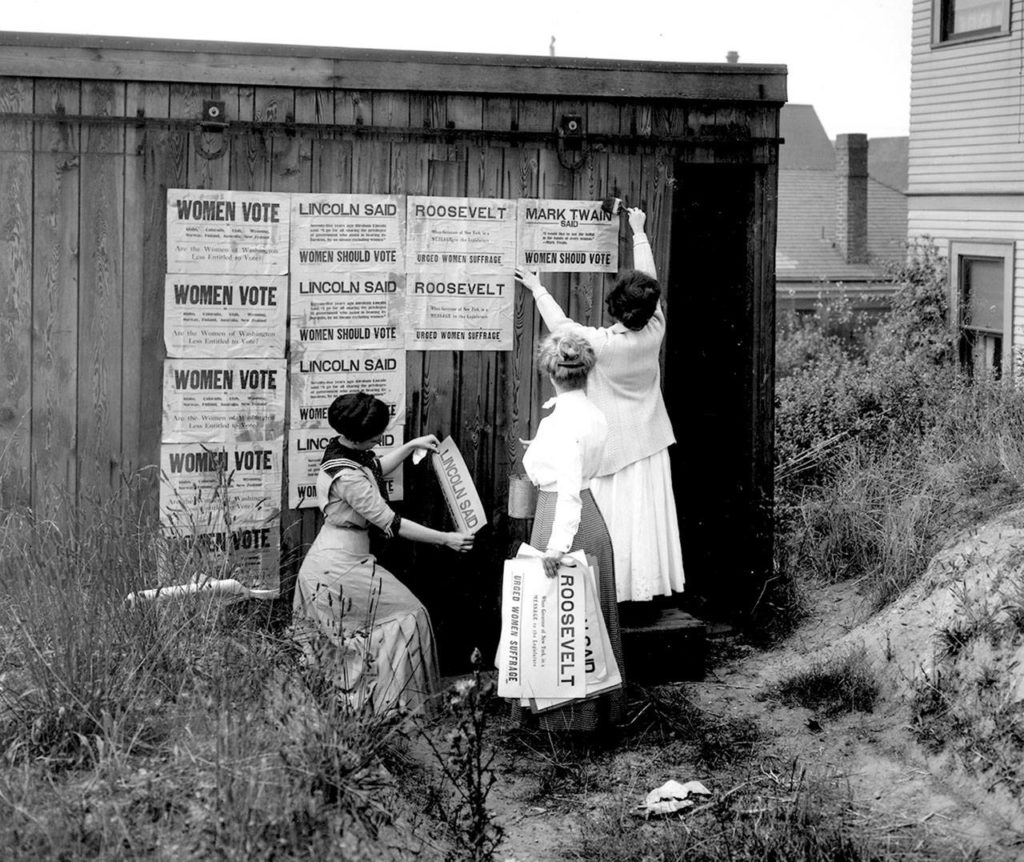
داعمات حق المرأة في التصويت يقومون بحملة في عام 1910

دخل إقليم واشنطن الولايات المتحدة كإقليم في عام 1853 وقُبل كولاية رقم 42 في 11 نوفمبر 1889. وضع دستور ولاية واشنطن، الذي اعتُمد أيضًا بواسطة تصويت الشعب، أول إرشادات لتدابير الاقتراع. نصت المادة XXIII (الثالثة والعشرين)، القسم الأول على أن التعديلات الدستورية تتطلب تمريرها بواسطة تصويت ثلثي من الهيئة التشريعية لولاية واشنطن وموافقة أغلبية الناخبين في الانتخابات العامة التالية. كما تطلبت هذه المادة نشر تفاصيل التعديل في الصحف عبر الولاية قبل يوم الانتخابات.
في عام 1912، مُرر التعديل الدستوري المادة II، القسم الأول. يمنح هذا التعديل الناس القدرة على وضع تدابير على الاقتراع في كل انتخابات عبر العريضة. لكي تكون إحدى هذه التدابير صالحة، كان يجب أن تحصل على توقيعات دعم من ما لا يقل عن ثمانية بالمائة من السكان الناخبين، بناءً على نسبة المشاركة في الانتخابات السابقة. سمحت المبادرات للناس باقتراح قوانين جديدة بينما سمحت الاستفتاءات للناس بتحدي القوانين التي أقرتها الهيئة التشريعية. نُفذ هذا النظام من "التشريع المباشر" سابقًا في أوريغون بواسطة ويليام سيمون يورين. منذ مرور هذا التعديل، أصبحت المبادرات والاستفتاءات جزءًا بارزًا من المشهد الانتخابي في واشنطن.
لقد سمح بروز تدابير الاقتراع، وخاصة تلك المقدمة من قبل المواطنين، لولاية واشنطن بأن تتصدر البلاد في القضايا الاجتماعية. في عام 1910، وافق الناس على تعديل يمنح النساء حق التصويت، مما جعل واشنطن خامس ولاية تضمن حق المرأة في الاقتراع. جعل تمرير مبادرة التدبير 1000 ‏ (قانون "الموت بكرامة") في عام 2008 واشنطن ثاني ولاية في البلاد تقنن القتل بمساعدة. في العام التالي، وافق الناخبون على مبادرة الاستفتاء 71 ‏، التي كانت المرة الأولى التي يوسع فيها الناخبون الاعتراف بالعلاقات المثلية في صندوق الاقتراع. في عام 2012، تم تمرير مبادرة الاستفتاء 74 ‏، مما جعل واشنطن التاسعة التي تعترف بالزواج بين نفس الجنس والثالثة التي تفعل ذلك من خلال التصويت الشعبي. في نفس العام، أدى تمرير مبادرة التدبير 502 ‏ إلى أن تصبح واشنطن أول ولاية تقنن الماريجوانا للاستخدام الترفيهي بالكامل.
بينما تتضمن قوانين الولاية بشأن جمع التوقيعات توصية بعدم دفع أجر للمنظمين لجمع التوقيعات، فإن ممارسة دفع العمال مقابل كل توقيع تم جمعه كانت قانونية في واشنطن منذ عام 1994. يدعي مؤيدو هذه الممارسة أنها تسمح للحملات بتوسيع نطاقها وتجعل الوصول إلى الاقتراع أكثر سهولة ويشيرون إلى التدابير التي تم تمريرها بدعم واسع من الجمهور كدليل. وقد تم انتقاد هذه الممارسة لأنها قد تسمح للحملات "بشراء طريقها إلى الاقتراع"، كما ذكر سابقًا وزير الدولة رالف منرو. تم القبض على بعض جامعي التوقيعات المدفوعة بتهم التزوير والغش الانتخابي لوضع توقيعات مزيفة على العرائض.
منذ أن رعى أول تدبير له في عام 1997، كان تيم إيمان الأكثر إنتاجًا في رعاية المبادرات والاستفتاءات في الولاية. وقد تم إدراج 17 مبادرة على الاقتراع اعتبارًا من عام 2021، وتمت الموافقة على 11 منها. من بين تلك، لم يتم إلغاء أو تعديل سوى اثنتين من قبل المحاكم. تم تمرير مبادرة إيمان لعام 2007، مبادرة التدبير 960، بنسبة 51% من الأصوات وأنشأت نظامًا جديدًا من "الأصوات الاستشارية" لجميع الزيادات الضريبية التي أقرها الهيئة التشريعية في واشنطن. بينما تم إلغاء معظم هذه المبادرة من قبل المحكمة العليا في واشنطن في عام 2013، لا يزال هذا النظام قائمًا. الأصوات الاستشارية ليست ملزمة قانونيًا وتوجد فقط لقياس الموافقة العامة، وبالتالي لا تعتبر تدابير اقتراع.

## أنواع تدابير الاقتراع

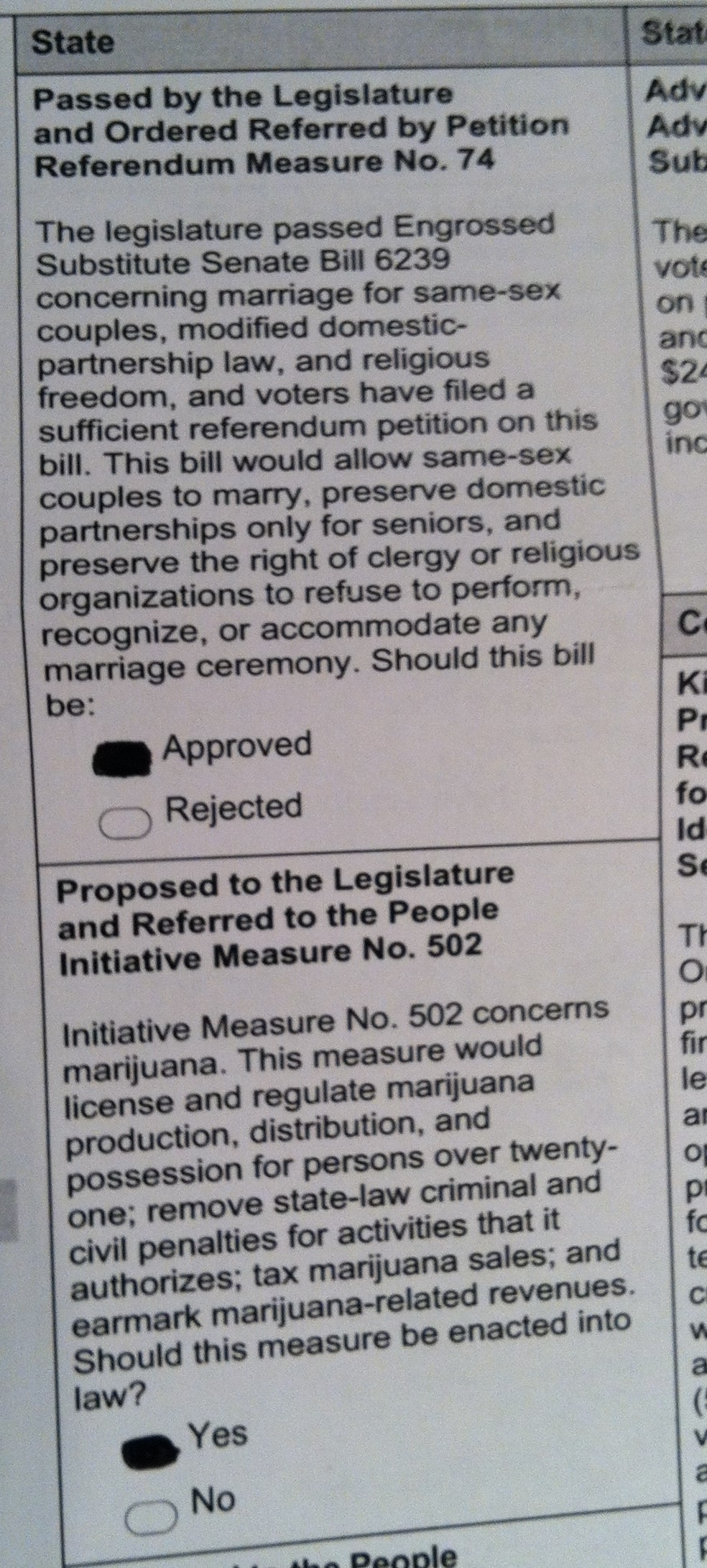
بطاقة اقتراع من عام 2012 تظهر الاستفتاء 74 ومبادرة 502، التي قننت الزواج بين نفس الجنس والماريجوانا.

### المبادرات
هناك نوعان من المبادرات في واشنطن.
- مبادرات للشعب توضع على الاقتراع، وإذا تم تمريرها، تصبح قانونًا. تتطلب هذه المبادرات عددًا من التوقيعات يساوي أو يتجاوز ثمانية بالمائة من الأصوات التي تم الإدلاء بها في سباق حاكم الولاية السابق. يجب جمع التوقيعات خلال فترة ستة أشهر.[13][23]
- مبادرات للهيئة التشريعية يتم تقديمها أولاً إلى الهيئة التشريعية لولاية واشنطن للنظر فيها. تتطلب هذه المبادرات عددًا من التوقيعات يساوي أو يتجاوز ثمانية بالمائة من الأصوات التي تم الإدلاء بها في سباق حاكم الولاية السابق. يجب جمع التوقيعات خلال فترة عشرة أشهر. إذا أقرّت الهيئة التشريعية المبادرة، يتم تنفيذها كقانون. إذا رفضت الهيئة التشريعية المبادرة، توضع على الاقتراع للتصويت الشعبي. إذا أقرّت الهيئة التشريعية نسخة بديلة، ستظهر كل من النسخة الأصلية والمعدلة على الاقتراع.[13][23]

### الاستفتاءات
هناك نوعان من الاستفتاءات في واشنطن.
- تدابير الاستفتاء هي قوانين تم تمريرها من قبل الهيئة التشريعية وتكون قيد الاسترجاع. تتطلب هذه الاستفتاءات عددًا من التوقيعات يساوي أو يتجاوز ستة بالمائة من الأصوات التي تم الإدلاء بها في سباق حاكم الولاية السابق.[13][23]
- مشاريع قوانين الاستفتاء هي قوانين مقترحة توضع على الاقتراع بواسطة الهيئة التشريعية. إذا تم تمريرها بتصويت شعبي، تصبح قانونًا.[13][23]

### التعديلات الدستورية المحالة من الهيئة التشريعية
التعديلات الدستورية المحالة من الهيئة التشريعية هي تغييرات على دستور ولاية واشنطن التي تمت الموافقة عليها من قبل الهيئة التشريعية ولكنها تتطلب موافقة الشعب. تتطلب هذه التعديلات تصويتًا بثلثي الأعضاء في الهيئة التشريعية قبل وضعها على الاقتراع.

## 1800s

### 1898
| اسم التدبير                              | الوصف                                                                | الحالة | أصوات مؤيدة     | أصوات معارضة    |
| ---------------------------------------- | -------------------------------------------------------------------- | ------ | --------------- | --------------- |
| التعديل الدستوري المادة السابعة، القسم 2 | تعديل ينشئ معدل ضريبي موحد سيتم تطبيقه على جميع الممتلكات في الولاية | فشل    | 15,986 (32.08%) | 33,850 (67.92%) |
| التعديل الدستوري المادة السادسة          | تعديل يمنح النساء حق التصويت في الانتخابات                           | فشل    | 20,758 (40.35%) | 30,540 (59.96%) |

## 1900–1949

### 1900
| اسم التدبير                              | الوصف                                                                       | الحالة | أصوات مؤيدة     | أصوات معارضة   |
| ---------------------------------------- | --------------------------------------------------------------------------- | ------ | --------------- | -------------- |
| التعديل الدستوري المادة السابعة، القسم 2 | تعديل يوفر إعفاءً ضريبيًا للممتلكات بقيمة 300 دولار (ما يعادل $9٬300 في 2020) | نجح    | 35,398 (79.77%) | 8,975 (20.23%) |

### 1904
| اسم التدبير                              | الوصف                                                                                | الحالة | أصوات مؤيدة     | أصوات معارضة    |
| ---------------------------------------- | ------------------------------------------------------------------------------------ | ------ | --------------- | --------------- |
| التعديل الدستوري المادة الأولى، القسم 11 | تعديل يسمح للهيئة التشريعية للولاية بتوظيف رجال الدين في السجون ومراكز إعادة التأهيل | نجح    | 17,508 (60.63%) | 11,371 (39.37%) |

### 1906
| اسم التدبير                                       | الوصف                                                                                      | الحالة | أصوات مؤيدة     | أصوات معارضة    |
| ------------------------------------------------- | ------------------------------------------------------------------------------------------ | ------ | --------------- | --------------- |
| التعديل الدستوري المادة الأولى، القسم 16          | تعديل يشرع ويحدد سلطة الولاية في استخدام الاستملاك                                         | فشل    | 15,257 (42.1%)  | 20,984 (57.9%)  |
| التعديل الدستوري المادة الحادية والعشرون، القسم 1 | تعديل يصنف استخدام المياه لأغراض الري والتعدين والتصنيع وإزالة منتجات الأخشاب كاستخدام عام | فشل    | 18,462 (47.68%) | 20,258 (52.32%) |

### 1908
| اسم التدبير                              | الوصف                                                                           | الحالة | أصوات مؤيدة     | أصوات معارضة    |
| ---------------------------------------- | ------------------------------------------------------------------------------- | ------ | --------------- | --------------- |
| التعديل الدستوري المادة السابعة          | تعديل يمنع فرض الضرائب على الممتلكات بمقدار 300 دولار (ما يعادل $8٬600 في 2020) | فشل    | 28,371 (32.02%) | 60,244 (67.98%) |
| التعديل الدستوري المادة الأولى، القسم 16 | تعديل يشرع ويحدد سلطة الولاية في استخدام الاستملاك                              | فشل    | 26,849 (33.74%) | 52,721 (66.26%) |

### 1910
| اسم التدبير                               | الوصف                                               | الحالة | أصوات مؤيدة     | أصوات معارضة    |
| ----------------------------------------- | --------------------------------------------------- | ------ | --------------- | --------------- |
| التعديل الدستوري المادة السادسة           | تعديل يمنح النساء حق التصويت في الانتخابات الحكومية | نجح    | 52,299 (63.8%)  | 29,676 (36.2%)  |
| التعديل الدستوري المادة الثالثة، القسم 10 | تعديل يحدد خط الخلافة لمنصب الحاكم                  | نجح    | 51,257 (78.32%) | 14,186 (21.68%) |

### 1912
| اسم التدبير                                   | الوصف | الحالة | أصوات مؤيدة      | أصوات معارضة    |
| --------------------------------------------- | --- | ------ | ---------------- | --------------- |
| التعديل الدستوري المادة الثانية، القسم 1      | تعديل ينشئ عملية الاستفتاء والمبادرة للانتخابات الحكومية، مما يسمح للمواطنين بوضع تدابير على الاقتراع                                                            | نجح    | 110,110 (71.49%) | 43,905 (28.51%) |
| التعديل الدستوري المادة الثانية، القسم 31     | تعديل يشرع ويحدد إرشادات انتخابات الاسترجاع للمسؤولين الحكوميين                                                                                                  | نجح    | 79,940 (62.49%)  | 47,978 (37.51%) |
| التعديل الدستوري المادة الحادية عشرة، القسم 7 | تعديل يحدد أن جميع القوانين، باستثناء تلك المتعلقة بالميزانية وتلك التي تم تمريرها في حالة الطوارئ، يجب أن تدخل حيز التنفيذ بعد 90 يومًا من توقيعها من قبل الحاكم | فشل    | 67,717 (44.89%)  | 83,138 (55.11%) |
| التعديل الدستوري المادة الأولى، القسم 33–34   | تعديل يزيل حدود المدة لجميع المسؤولين على مستوى المقاطعة باستثناء الأمناء                                                                                        | نجح    | 112,321 (70.78%) | 47,372 (29.22%) |

### 1914
| اسم التدبير                               | الوصف | الحالة | أصوات مؤيدة      | أصوات معارضة     |
| ----------------------------------------- | --- | ------ | ---------------- | ---------------- |
| التعديل الدستوري المادة الثانية، القسم 33 | تعديل يسمح للمقيمين غير المواطنين بشراء الأراضي في الولاية | فشل    | 55,080 (20.58%)  | 212,542 (79.42%) |
| مبادرة للشعب 10                           | تدبير يتطلب من المدانين العمل كموظفين لمشاريع البنية التحتية مثل بناء الطرق، مع إرسال رواتبهم إلى أسرهم المعتمدة                                                                       | فشل    | 111,805 (37.83%) | 183,726 (62.17%) |
| مبادرة للشعب 13                           | تدبير يحظر ممارسة العمل الإضافي الإلزامي ويتطلب من أصحاب العمل تقديم أجر إضافي إذا عمل موظفوهم أكثر من ثماني ساعات في يوم واحد                                                         | فشل    | 118,881 (35.83%) | 212,935 (64.17%) |
| مبادرة للشعب 6                            | تدبير يمنح الحكومة الحكومية السلطة لتنظيم الأفراد والشركات المعنية ببيع الأوراق المالية، بهدف منع الاحتيال                                                                             | فشل    | 142,017 (49.09%) | 147,298 (50.91%) |
| مبادرة للشعب 7                            | تدبير يلغي "مكتب التفتيش والإشراف على المكاتب العامة" وينقل جميع السلطة والمسؤولية التي تحتفظ بها المكتب إلى المدقق الحكومي                                                            | فشل    | 117,882 (41.37%) | 167,080 (58.63%) |
| مبادرة للشعب 8                            | تدبير يحظر على الشركات فرض رسوم على موظفيها للتوظيف وفرض رسوم على مقابلات العمل | نجح    | 162,054 (52.86%) | 144,544 (47.14%) |
| مبادرة للشعب 9                            | تدبير يتطلب من أصحاب العمل دفع نفقات طبية لموظفيهم إذا كانت قد نشأت بسبب إصابة في مكان العمل                                                                                           | فشل    | 143,738 (48.25%) | 151,166 (51.75%) |
| مشروع قانون الاستفتاء 1                   | تدبير ينشئ صندوق تقاعد عامًا للمعلمين والمسؤولين الإداريين في المدارس، مع الإشراف على الصندوق من قبل مجلس أمناء مستقل.                                                                  | فشل    | 59,051 (18.96%)  | 252,356 (81.04%) |
| مشروع قانون الاستفتاء 2                   | تدبير يصرح بتخصيص 40,000,000 دولار لمشروع ري في مقاطعات مقاطعة غرانت (واشنطن)، مقاطعة آدمز (واشنطن)، مقاطعة تشيلان (واشنطن)، ومقاطعة دوغلاس (واشنطن) (ما يعادل $1٬000٬000٬000 في 2020) | فشل    | 102,315 (35.11%) | 189,065 (64.89%) |
| مبادرة للشعب 3                            | تدبير يحظر إنتاج وتوزيع وتخزين المشروبات الكحولية، باستثناء الحالات التي يتم فيها وصف الكحول من قبل طبيب                                                                               | نجح    | 189,840 (52.58%) | 171,208 (47.42%) |

### 1916
| اسم التدبير                              | الوصف | الحالة | أصوات مؤيدة      | أصوات معارضة     |
| ---------------------------------------- | --- | ------ | ---------------- | ---------------- |
| مبادرة للهيئة التشريعية 18               | تدبير يسمح للمواطنين بشراء المشروبات الكحولية للاستخدام المنزلي، ويسمح للفنادق ببيع المشروبات الكحولية، ويطبق نظام ترخيص للمنتجين والبائعين | فشل    | 48,354 (15.51%)  | 263,390 (84.49%) |
| مبادرة للشعب 24                          | تدبير يشرع إنتاج وبيع البيرة، بشرط أن تحتوي على نسبة كحول بين واحد وأربعة بالمائة وأن يكون المنتج والبائع مرخصين من قبل الدولة              | فشل    | 105,803 (30.13%) | 245,399 (69.87%) |
| مشروع قانون الاستفتاء 3                  | تدبير يضيف متطلبات إضافية للمبادرات والاستفتاءات لتظهر على الاقتراع العام                                                                   | فشل    | 62,117 (24.03%)  | 196,363 (75.97%) |
| مشروع قانون الاستفتاء 4                  | تدبير يفرض متطلبات إضافية لانتخابات الاسترجاع، بما في ذلك إرشادات محددة للملتمسين ومسؤولي الانتخابات                                        | فشل    | 63,646 (24.07%)  | 193,686 (75.30%) |
| مشروع قانون الاستفتاء 5                  | قانون ينشئ مؤتمرات سياسية على مستوى الولاية والمقاطعة لكل حزب ويطلب منهم ترشيح مرشحيهم في المؤتمر بدلاً من خلال الانتخابات التمهيدية         | فشل    | 49,370 (19.76%)  | 200,499 (80.24%) |
| مشروع قانون الاستفتاء 6                  | تدبير يحظر ممارسة الاعتصام بهدف تعطيل الأنشطة العادية للأعمال                                                                               | فشل    | 85,672 (31.88%)  | 183,042 (68.12%) |
| مشروع قانون الاستفتاء 7                  | تدبير يتطلب من خدمات المرافق العامة الحصول على شهادة من لجنة على مستوى الولاية، مع منح الشهادات فقط إذا رأت اللجنة حاجة لخدمة جديدة         | فشل    | 46,921 (18.87%)  | 201,742 (81.13%) |
| مشروع قانون الاستفتاء 8                  | تدبير ينشئ مناطق موانئ جديدة للدولة ويحدد تنظيمها                                                                                           | فشل    | 45,264 (18.82%)  | 192,523 (81.18%) |
| مشروع قانون الاستفتاء 9                  | تدبير يتطلب من الحكومات المحلية ومناطق المدارس ومناطق الحدائق ومناطق الموانئ إعداد ميزانيات كل عام وعدم تكبد نفقات إلا ضمن حدود ميزانيتها   | فشل    | 87,205 (32.40%)  | 181,933 (67.60%) |
| التعديل الدستوري المادة السادسة، القسم 1 | تعديل يتطلب أن يكون جميع الناخبين دافعي ضرائب لتدابير الاقتراع التي تتعلق بأموال الدولة والديون                                             | فشل    | 88,963 (33.05%)  | 180,179 (66.95%) |

### 1918
| اسم التدبير              | الوصف | الحالة | أصوات مؤيدة     | أصوات معارضة    |
| ------------------------ | --- | ------ | --------------- | --------------- |
| مشروع قانون الاستفتاء 10 | تدبير يحظر بيع وتصنيع وتخزين الكحول لجميع الأغراض باستثناء الدينية. سيتجاوز هذا التدبير تدابير الاقتراع السابقة التي أقرت أن الكحول مقبول فقط لأسباب طبية. | نجح    | 96,100 (63.89%) | 54,322 (36.11%) |
| قرار مشترك للبيت 1       | تدبير يدعو إلى عقد مؤتمر دستوري للولاية | فشل    | 55,148 (48.43%) | 58,713 (51.57%) |

### 1920
| اسم التدبير                              | الوصف | الحالة | أصوات مؤيدة      | أصوات معارضة     |
| ---------------------------------------- | --- | ------ | ---------------- | ---------------- |
| التعديل الدستوري المادة الثالثة          | تعديل يحدد راتب الحاكم، ونائب الحاكم، ووزير الدولة، وأمين الخزانة، والمدقق، والمدعي العام، والمشرف                                                    | فشل    | 71,284 (29.51%)  | 170,242 (70.49%) |
| مشروع قانون الاستفتاء 1                  | تدبير ينشئ نظام طرق جديدة، ممولًا من رسوم رخص القيادة والضرائب الجديدة                                                                                 | فشل    | 117,452 (37.98%) | 191,783 (62.02%) |
| مشروع قانون الاستفتاء 2                  | تدبير يتطلب من الحكومة دفع 15 دولارًا شهريًا لجنود الحرب العالمية الأولى مدى حياتهم، بشرط أن يكونوا مقيمين في واشنطن عند خدمتهم (ما يعادل $200 في 2020) | نجح    | 224,356 (71.80%) | 88,128 (28.20%)  |
| التعديل الدستوري المادة الأولى، القسم 16 | تعديل يشرع ويحدد سلطة الولاية في استخدام الاستملاك | نجح    | 121,022 (51.65%) | 113,287 (48.35%) |

### 1922
| اسم التدبير                               | الوصف | الحالة | أصوات مؤيدة      | أصوات معارضة     |
| ----------------------------------------- | --- | ------ | ---------------- | ---------------- |
| التعديل الدستوري المادة الثانية، القسم 23 | تعديل يرفع راتب المشرعين في الولاية من 5 دولارات في اليوم إلى 10 دولارات في اليوم (ما يعادل $200 في 2020)                                                       | فشل    | 52,621 (24.56%)  | 161,677 (75.44%) |
| التعديل الدستوري المادة الثامنة، القسم 4  | تعديل يتطلب أن تتم المدفوعات من ميزانية الدولة خلال شهر تقويمي واحد من نهاية السنة المالية التالية                                                              | نجح    | 94,746 (52.20%)  | 86,746 (47.80%)  |
| مبادرة للشعب 40                           | تدبير يلغي ضريبة الاقتراع في الولاية | نجح    | 193,356 (75.28%) | 63,494 (24.72%)  |
| مبادرة للشعب 46                           | تدبير ينشئ صندوق مدرسة حكومي قادر على توفير 30 دولارًا من التمويل لكل طالب وتوزيع التمويل على المدارس والمناطق المختلفة بناءً على تسجيلهم (ما يعادل $900 في 2020) | فشل    | 99,150 (39.78%)  | 150,114 (60.22%) |
| مشروع قانون الاستفتاء 12                  | تدبير يسمح لشركات المرافق العامة بالحصول على شهادة حتى لو كانت شركة أخرى تقدم خدمة مماثلة بالفعل                                                                | فشل    | 64,800 (29.49%)  | 154,905 (70.51%) |
| مشروع قانون الاستفتاء 13                  | تدبير يسمح للآباء بإعفاء أطفالهم من متطلبات الفحص البدني والتطعيم في المدارس الحكومية                                                                           | فشل    | 96,874 (38.29%)  | 156,113 (61.71%) |
| مشروع قانون الاستفتاء 14                  | تدبير يفرض نظامًا مغلقًا للانتخابات التمهيدية، حيث يمكن فقط للأعضاء المسجلين في حزب سياسي الإدلاء بأصواتهم في الانتخابات التمهيدية لذلك الحزب                     | فشل    | 60,593 (26.98%)  | 164,004 (73.02%) |
| مشروع قانون الاستفتاء 15                  | تدبير يعيد تعريف دور لجنة المقاطعة للانتخابات ومؤتمرات الحزب | فشل    | 57,324 (29.01%)  | 140,299 (70.99%) |
| التعديل الدستوري المادة الأولى، القسم 22  | تعديل يتطلب محاكمة الأشخاص الذين ارتكبوا جرائم على القطارات أو القوارب أو غيرها من المركبات في أي مقاطعة مرت بها المركبة، بدلاً من تلك التي ارتكبت فيها الجريمة  | نجح    | 122,972 (60.15%) | 81,457 (39.85%)  |

### 1924
| اسم التدبير                                   | الوصف | الحالة | أصوات مؤيدة      | أصوات معارضة     |
| --------------------------------------------- | --- | ------ | ---------------- | ---------------- |
| مبادرة للشعب 49                               | تدبير يتطلب من الأطفال بين سن السابعة والسابعة عشرة حضور المدرسة العامة ويعاقب والديهم إذا لم يفعلوا ذلك | فشل    | 158,922 (41.78%) | 221,500 (58.22%) |
| مبادرة للشعب 50                               | تدبير يحدد معدل ضريبة الممتلكات الشخصية من قبل الدولة والمقاطعات والبلديات ومناطق المدارس                | فشل    | 128,677 (37.78%) | 211,948 (62.22%) |
| مبادرة للشعب 52                               | تدبير يسمح للمدن والبلدات بشراء وبيع الكهرباء دون الحاجة لدفع ضريبة، ويوفر لبناء محطات كهربائية          | فشل    | 139,492 (39.09%) | 217,393 (60.91%) |
| مشروع قانون الاستفتاء 3                       | تدبير يسمح للمدن والبلدات ببيع الكهرباء الزائدة مع فرض ضريبة بنسبة 5%، ويوفر لبناء محطات كهربائية        | فشل    | 99,459 (32.26%)  | 208,809 (67.74%) |
| مشروع قانون الاستفتاء 16                      | تدبير يحظر إنتاج وبيع بدائل الزبدة التي تحتوي على دهون نباتية أو أي قاعدة ليست حليبًا                     | فشل    | 169,047 (45.44%) | 203,016 (54.56%) |
| التعديل الدستوري المادة الحادية عشرة، القسم 5 | تعديل يسمح للهيئة التشريعية للولاية بتصنيف المقاطعات حسب السكان وتوفير موارد إضافية للمقاطعات الأكبر     | نجح    | 137,093 (51.52%) | 129,003 (48.48%) |
| التعديل الدستوري المادة الخامسة عشرة، القسم 1 | تعديل يخول الدولة إعادة تحديد خطوط الموانئ وتمديد خطوط الموانئ دون التخلي عن السيطرة الحكومية            | فشل    | 99,694 (39.47%)  | 152,911 (60.53%) |

### 1926
| اسم التدبير                                    | الوصف | الحالة | أصوات مؤيدة     | أصوات معارضة     |
| ---------------------------------------------- | --- | ------ | --------------- | ---------------- |
| التعديل الدستوري إضافة المادة الثامنة والعشرين | تعديل يعدل ضريبة الأراضي المعاد تشجيرها والأخشاب المحصودة من تلك الأراضي بهدف تشجيع إعادة التشجير                      | فشل    | 87,158 (44.77%) | 107,524 (55.23%) |
| التعديل الدستوري المادة الثانية، القسم 23      | تعديل يعوض كل مشرع حكومي بمبلغ 300 دولار سنويًا (ما يعادل $4٬400 في 2020) و10 سنتات عن كل ميل سفر (ما يعادل $1 في 2020) | فشل    | 75,329 (38.53%) | 120,158 (61.47%) |

### 1928
| اسم التدبير                                  | الوصف | الحالة | أصوات مؤيدة      | أصوات معارضة     |
| -------------------------------------------- | --- | ------ | ---------------- | ---------------- |
| التعديل الدستوري المادة السابعة، الأقسام 1–4 | تعديل يعيد تعريف تصنيف الممتلكات لأغراض الضريبة (حيث يتم فرض ضريبة على الممتلكات بمعدل متساوٍ) لصالح نظام ضريبي تصاعدي | فشل    | 131,126 (48.21%) | 140,887 (51.79%) |

### 1930
| اسم التدبير                                  | الوصف | الحالة | أصوات مؤيدة      | أصوات معارضة     |
| -------------------------------------------- | --- | ------ | ---------------- | ---------------- |
| قرار مشترك في مجلس النواب 13                 | تدبير يسمح لمفوضي المقاطعة بملء الشواغر في الهيئة التشريعية للولاية التي تحدث قبل الانتخابات المجدولة                                  | نجح    | 133,255 (60.33%) | 87,633 (39.67%)  |
| مبادرة للهيئة التشريعية 1                    | تدبير يسمح للحكومات المحلية بإنشاء مناطق مرافق عامة، ويوفر لبناء محطات الطاقة ومرافق معالجة المياه، ويخول فرض ضرائب لتمويل تلك المناطق | فشل    | 152,487 (53.81%) | 130,901 (46.19%) |
| مبادرة للشعب 57                              | تدبير يوفر مجلس شيوخ مكون من 46 عضوًا وبيتًا مكونًا من 99 عضوًا، بناءً على نظام من 46 منطقة انتخابية وتمثيل                                 | نجح    | 116,436 (50.17%) | 115,641 (49.83%) |
| قرار مشترك لمجلس الشيوخ 10                   | تعديل لزيادة تعويض المشرعين في الولاية إلى 500 دولار سنويًا                                                                             | فشل    | 107,947 (44.85%) | 132,750 (55.15%) |
| التعديل الدستوري المادة السابعة، الأقسام 1–4 | تعديل يعيد تعريف تصنيف الممتلكات لأغراض الضريبة (حيث يتم فرض ضريبة على الممتلكات بمعدل متساوٍ) لصالح نظام ضريبي تصاعدي                  | نجح    | 138,231 (60.89%) | 88,784 (39.11%)  |

### 1932
| اسم التدبير                                   | الوصف | الحالة | أصوات مؤيدة      | أصوات معارضة     |
| --------------------------------------------- | --- | ------ | ---------------- | ---------------- |
| التعديل الدستوري المادة الخامسة عشرة، القسم 1 | تعديل يخول الدولة إعادة تحديد خطوط الموانئ وتمديد خطوط الموانئ دون التخلي عن السيطرة الحكومية                                                                | نجح    | 170,101 (53.44%) | 148,201 (46.56%) |
| مبادرة للشعب 58                               | تدبير يوفر تسجيل الناخبين الدائم ويخلق مناصب حكومية جديدة للحفاظ على تحديث سجلات الناخبين                                                                    | نجح    | 372,061 (83.15%) | 75,381 (16.85%)  |
| مبادرة للشعب 61                               | تدبير يزيل القيود على استيراد وإنتاج وتخزين الكحول، مع الحفاظ على القيود المفروضة على الحانات والبارات المخصصة                                               | نجح    | 341,450 (62.12%) | 208,211 (37.88%) |
| مبادرة للشعب 62                               | تدبير ينشئ دائرة حكومية جديدة للتعامل مع تنظيم الصيد (وزارة الأسماك والحياة البرية في واشنطن)                                                                | نجح    | 270,421 (53.84%) | 231,863 (46.16%) |
| مبادرة للشعب 64                               | تدبير يحدد معدل ضريبة الممتلكات الشخصية من قبل الدولة والمقاطعات والبلديات ومناطق المدارس                                                                    | نجح    | 303,384 (61.41%) | 190,619 (38.59%) |
| مبادرة للشعب 69                               | تدبير ينشئ ضريبة دخل لأغراض تمويل ميزانية الدولة، ويزيل ضريبة الممتلكات التي كانت تمول الميزانية سابقًا، ويؤسس برنامجًا للتعامل مع إدارة الضريبة               | نجح    | 322,919 (70.21%) | 136,983 (29.79%) |
| قرار مشترك لمجلس الشيوخ 11                    | تعديل يمنح الهيئة التشريعية للولاية السلطة لزيادة المبلغ النقدي أو قيمة الممتلكات المعنية في نزاع مؤقتًا لمنح المحكمة العليا في واشنطن الاختصاص في تلك القضية | فشل    | 153,079 (46.64%) | 175,130 (53.36%) |
| قرار مشترك لمجلس الشيوخ 16                    | تعديل لزيادة تعويض المشرعين في الولاية إلى 500 دولار سنويًا (ما يعادل $9٬500 في 2020)                                                                         | فشل    | 117,665 (31.63%) | 254,345 (68.37%) |
| قرار مشترك في مجلس النواب 5                   | تعديل لتحديد عدد المشرعين في الولاية حتى عام 1941 ثم يتطلب إعادة توزيع المشرعين بناءً على كل تعداد جديد                                                       | فشل    | 162,895 (47.45%) | 180,417 (52.55%) |

### 1934
| اسم التدبير                  | الوصف | الحالة | أصوات مؤيدة      | أصوات معارضة     |
| ---------------------------- | --- | ------ | ---------------- | ---------------- |
| قرار مشترك في مجلس النواب 12 | تعديل لتنفيذ معدلات ضريبة متساوية وإزالة جميع الاستثناءات من الضرائب                                                                      | فشل    | 134,908 (43.37%) | 176,154 (56.63%) |
| قرار مشترك في مجلس النواب 14 | تدبير يمنع الهيئة التشريعية للولاية من فرض ضرائب على المستوى المحلي                                                                       | فشل    | 129,310 (40.62%) | 189,002 (59.38%) |
| مبادرة للشعب 77              | تدبير يحظر استخدام الفخاخ لصيد السمك في مياه الولاية، وصيد السمك بالشبكة في نهر كولومبيا، ويخلق مناطق مخصصة للصيد، ويحدد موسم صيد السلمون | نجح    | 275,507 (64.17%) | 153,811 (35.83%) |
| مبادرة للشعب 94              | تدبير يحدد معدل ضريبة الممتلكات الشخصية من قبل الدولة والمقاطعات والبلديات ومناطق المدارس                                                 | نجح    | 219,635 (53.33%) | 192,168 (46.67%) |
| مشروع قانون الاستفتاء 18     | تدبير يسمح للمدن والبلدات باستخدام وبيع الكهرباء                                                                                          | نجح    | 221,590 (58.03%) | 160,244 (41.97%) |

### 1936
| اسم التدبير                  | الوصف | الحالة | أصوات مؤيدة      | أصوات معارضة     |
| ---------------------------- | --- | ------ | ---------------- | ---------------- |
| قرار مشترك في مجلس النواب 10 | تدبير يخول الدولة إنتاج الكهرباء، وبشكل خاص الطاقة الكهرومائية                                                           | فشل    | 173,930 (38.44%) | 278,543 (61.56%) |
| مبادرة للشعب 101             | تدبير ينشئ لجنة الخدمة المدنية لإدارة موظفي الدولة، والمقاطعات، والمدن، والموانئ، والمدارس، والحدائق، والمكتبات          | فشل    | 208,904 (41.03%) | 300,274 (58.97%) |
| مبادرة للشعب 114             | تدبير يحدد معدل ضريبة الممتلكات الشخصية من قبل الدولة، والمقاطعات، والبلديات، ومناطق المدارس                             | نجح    | 417,641 (77.61%) | 120,478 (22.39%) |
| مبادرة للشعب 115             | تدبير ينشئ وزارة للمعاشات ويطبق نظام معاشات لسكان واشنطن فوق سن الستين                                                   | فشل    | 153,551 (30.24%) | 354,162 (69.76%) |
| مبادرة للشعب 119             | تدبير ينشئ مناطق حكومية لتصنيع وبيع السلع وتوظيف الأشخاص العاطلين عن العمل                                               | فشل    | 97,329 (20.82%)  | 370,140 (79.18%) |
| مشروع قانون الاستفتاء 4      | تدبير ينشئ صندوقاً حكومياً لتدابير السيطرة على الفيضانات                                                                   | فشل    | 114,055 (25.45%) | 334,035 (74.55%) |
| قرار مشترك في مجلس الشيوخ 20 | تدبير لزيادة تعويضات المشرعين في الدولة إلى 10 دولارات في اليوم، مع 5 دولارات في اليوم للنفقات و5 دولارات للخدمات والميل | فشل    | 124,639 (28.44%) | 313,660 (71.56%) |
| قرار مشترك في مجلس الشيوخ 7  | تدبير لتنفيذ سياسات ضريبية موحدة، إلى جانب ضريبة دخل متدرجة وإعفاءات                                                     | فشل    | 93,598 (22.17%)  | 326,675 (77.83%) |

### 1938
| اسم التدبير                 | الوصف | الحالة | أصوات مؤيدة      | أصوات معارضة     |
| --------------------------- | --- | ------ | ---------------- | ---------------- |
| مبادرة للشعب 126            | تدبير يجعل منصب مشرف التعليم العام في واشنطن منصباً غير حزبي | نجح    | 293,202 (65.69%) | 153,142 (34.31%) |
| مبادرة للشعب 129            | تدبير يحدد معدل ضريبة الممتلكات الشخصية من قبل الدولة، والمقاطعات، والبلديات، ومناطق المدارس | نجح    | 340,296 (69.47%) | 149,534 (30.53%) |
| مبادرة للشعب 130            | تدبير يتطلب من النقابات تقديم مطالب مكتوبة لأصحاب العمل قبل الإضرابات، والدعوة للإضرابات فقط بعد تصويت الأغلبية من أعضائها لصالح ذلك. كما ستفرض غرامات على الموظفين والنقابات الذين لا يلتزمون بهذه المعايير. | فشل    | 268,848 (47.64%) | 295,431 (52.36%) |
| قرار مشترك في مجلس الشيوخ 5 | تعديل يوضح أن لا شيء في دستور واشنطن يمنع الدولة من تنفيذ ضريبة دخل | فشل    | 141,375 (33.08%) | 285,946 (66.92%) |

### 1940
| اسم التدبير                  | الوصف | الحالة | أصوات مؤيدة      | أصوات معارضة     |
| ---------------------------- | --- | ------ | ---------------- | ---------------- |
| مبادرة للشعب 139             | تدبير يتطلب موافقة الناخبين على السندات أو الأوراق المالية أو أي التزامات مالية أخرى تصدرها أو تتحملها منطقة المرافق العامة                                                                      | فشل    | 253,318 (41.13%) | 362,508 (58.87%) |
| مبادرة للشعب 141             | تدبير يوفر منحة شهرية لا تقل عن 40 دولاراً لمواطني واشنطن الذين تزيد أعمارهم عن 65 عاماً (ما يعادل $700 في 2020)                                                                                   | نجح    | 358,009 (58.04%) | 258,819 (41.96%) |
| مشروع قانون الاستفتاء 5      | تدبير يحدد معدل ضريبة الممتلكات الشخصية من قبل الدولة، والمقاطعات، والبلديات، ومناطق المدارس | نجح    | 390,639 (72.28%) | 149,843 (27.72%) |
| قرار مشترك في مجلس الشيوخ 1  | تعديل يلغي حدود المدة للمسؤولين في المقاطعات | فشل    | 208,407 (43.75%) | 267,938 (56.25%) |
| قرار مشترك في مجلس الشيوخ 8  | تعديل يخول الهيئة التشريعية للدولة السماح لمساهمي البنوك المنظمة بموجب قانون واشنطن بالإعفاء من المسؤولية الشخصية بنفس القدر الذي يتمتع به مساهمو البنوك الوطنية المنظمة بموجب القانون الفيدرالي | نجح    | 255,047 (57.45%) | 188,929 (42.55%) |
| قرار مشترك في مجلس النواب 13 | تعديل يسمح للمواطنين، من خلال المبادرة، أو الهيئة التشريعية للدولة، بتغيير راتب المسؤولين الحكوميين                                                                                              | فشل    | 183,478 (41.39%) | 259,842 (58.61%) |

### 1942
| اسم التدبير                              | الوصف | الحالة | أصوات مؤيدة      | أصوات معارضة     |
| ---------------------------------------- | --- | ------ | ---------------- | ---------------- |
| مشروع قانون الاستفتاء 22                 | تدبير لتوسيع التأمين الصناعي من خلال زيادة الفوائد للعمال المصابين، ورفع سن المعالين القصر، وتوفير وقت إضافي لتقديم المطالبات | نجح    | 246,257 (69.35%) | 108,845 (30.65%) |
| مشروع قانون الاستفتاء 23                 | تدبير يوفر محامياً مستقلاً عن المدعي العام لمساعدة وتقديم المشورة لهيئات المحلفين الكبرى                                        | فشل    | 126,972 (46.13%) | 148,226 (53.87%) |
| مشروع قانون الاستفتاء 24                 | تدبير يمنع المدعين العامين من الظهور أمام أو تقديم المشورة لهيئات المحلفين الكبرى                                             | فشل    | 114,603 (43.57%) | 148,439 (56.43%) |
| مشروع قانون الاستفتاء 6                  | تدبير يحدد معدل ضريبة الممتلكات الشخصية من قبل الدولة، والمقاطعات، والبلديات، ومناطق المدارس                                  | نجح    | 252,431 (76.97%) | 75,540 (23.03%)  |
| مبادرة للشعب 151                         | تدبير يوفر فوائد للمسنين في واشنطن، بما في ذلك خدمات طبية إضافية، ونفقات دفن، ومنح تكملية                                     | فشل    | 160,084 (41.57%) | 225,027 (58.43%) |
| التعديل الدستوري المادة السابعة، القسم 2 | تعديل يوضح أنه لا شيء في دستور واشنطن يمنع الدولة من تنفيذ ضريبة دخل                                                          | فشل    | 89,453 (33.66%)  | 176,332 (66.34%) |

### 1944
| اسم التدبير                 | الوصف | الحالة | أصوات مؤيدة      | أصوات معارضة     |
| --------------------------- | --- | ------ | ---------------- | ---------------- |
| قرار مشترك في مجلس النواب 1 | تدبير يحدد معدل ضريبة الممتلكات الشخصية | نجح    | 357,488 (33.40%) | 179,273 (66.60%) |
| قرار مشترك في مجلس النواب 4 | تعديل يتطلب أن تستخدم إيرادات رسوم رخص القيادة والضرائب على الوقود لأغراض الطرق فقط                                                                                | نجح    | 358,581 (69.03%) | 160,898 (30.97%) |
| مبادرة للشعب 157            | تدبير يوفر لإنشاء مجلس الضمان الاجتماعي في الولاية ونظام الضمان الاجتماعي، والذي سيوسع نطاق مزايا البطالة، ومزايا الإعاقة، ومزايا كبار السن                        | فشل    | 240,565 (37.31%) | 404,356 (62.29%) |
| مبادرة للشعب 158            | تدبير ينفذ ضريبة بنسبة 3% على الدخل، مع توجيه جميع الإيرادات نحو مدفوعات شهرية قدرها 60 دولاراً للمسنين، والمكفوفين، وذوي الإعاقة، والأرامل (ما يعادل $900 في 2020) | فشل    | 184,405 (29.65%) | 437,502 (70.35%) |
| مشروع قانون الاستفتاء 25    | تدبير يسمح بإنشاء مناطق مرافق عامة مشتركة | فشل    | 297,919 (44.40%) | 373,051 (55.60%) |

### 1946
| اسم التدبير                 | الوصف | الحالة | أصوات مؤيدة      | أصوات معارضة     |
| --------------------------- | --- | ------ | ---------------- | ---------------- |
| مبادرة للشعب 166            | تدبير يتطلب موافقة الناخبين على شراء الممتلكات والسندات التي تكتسبها مناطق المرافق العامة                                                             | فشل    | 220,239 (37.45%) | 367,836 (62.55%) |
| مشروع قانون الاستفتاء 27    | تدبير ينشئ مجلس موارد الأخشاب في الولاية الذي سيكون له الكلمة النهائية في جميع المشتريات والمبيعات المتعلقة بالأخشاب الحكومية وأراضي الغابات الحكومية | فشل    | 107,731 (20.34%) | 422,026 (79.66%) |
| قرار مشترك في مجلس النواب 9 | تعديل يسمح للدولة بفرض ضريبة على الممتلكات الفيدرالية في الولاية                                                                                      | نجح    | 235,819 (56.08%) | 198,786 (43.92%) |
| مشروع قانون الاستفتاء 26    | تدبير يسمح لحاكم واشنطن بتعيين وإزالة الأعضاء من لجنة الألعاب الحكومية                                                                                | فشل    | 69,490 (13.43%)  | 447,819 (86.57%) |

### 1948
| اسم التدبير                  | الوصف | الحالة | أصوات مؤيدة      | أصوات معارضة     |
| ---------------------------- | --- | ------ | ---------------- | ---------------- |
| قرار مشترك في مجلس النواب 4  | تعديل يلغي حدود المدة للمسؤولين في المقاطعات                                                                      | نجح    | 337,554 (54.45%) | 282,324 (45.55%) |
| مبادرة للهيئة التشريعية 13   | تدبير يحظر أي كيان باستثناء ولاية واشنطن من بيع الكحول                                                            | فشل    | 208,337 (25.71%) | 602,141 (74.29%) |
| مبادرة للشعب 169             | تدبير يزيد من الفوائد لقدامى المحاربين من الحرب العالمية الثانية، ممولة من السندات الحكومية وضريبة التبغ          | نجح    | 438,518 (56.52%) | 337,410 (43.48%) |
| مبادرة للشعب 171             | تدبير ينظم بيع الكحول، ويقيد عدد تراخيص بيع الكحول الممنوحة، ويفرض غرامات على الشركات التي تبيع الكحول بدون ترخيص | نجح    | 416,227 (52.71%) | 373,418 (47.29%) |
| مبادرة للشعب 172             | تدبير يوفر للمسنين والمكفوفين حد أدنى قدره 60 دولاراً شهرياً لتغطية نفقاتهم المعيشية الأساسية                       | نجح    | 420,751 (54.40%) | 352,642 (45.60%) |
| قرار مشترك في مجلس النواب 13 | تدبير يسمح بتشكيل مواثيق مشتركة بين المدن والمقاطعات التي يزيد عدد سكانها عن 300,000                              | نجح    | 291,699 (50.34%) | 287,813 (49.66%) |
| قرار مشترك في مجلس الشيوخ 4  | تعديل يسمح للهيئة التشريعية للدولة بتحديد رواتب المسؤولين المنتخبين في الدولة                                     | نجح    | 318,319 (50.62%) | 310,516 (49.38%) |
| قرار مشترك في مجلس الشيوخ 5  | تعديل يسمح للمقاطعات بتبني مواثيق "Home rule"                                                                     | نجح    | 296,624 (52.44%) | 269,018 (47.56%) |

## 1950–1999

### 1950
| اسم التدبير                  | الوصف | الحالة | أصوات مؤيدة      | أصوات معارضة     |
| ---------------------------- | --- | ------ | ---------------- | ---------------- |
| قرار مشترك في مجلس النواب 10 | تعديل يسمح لمناطق المدارس بتحمل ديون إضافية عند تفويضها من قبل تصويت الشعب                                                     | فشل    | 286,189 (47.68%) | 314,014 (52.32%) |
| مبادرة للشعب 178             | تدبير ينقل برنامج المساعدة الطبية العامة في واشنطن إلى وزارة الصحة في ولاية واشنطن                                             | نجح    | 394,261 (57.09%) | 296,290 (42.91%) |
| مبادرة للشعب 176             | تدبير يزيد الحد الأدنى من منحة الضمان الاجتماعي من 60 دولاراً إلى 65 دولاراً (ما يعادل $700 في 2020)                             | فشل    | 159,400 (22.97%) | 534,689 (77.03%) |
| مشروع قانون الاستفتاء 28     | تدبير يؤسس نظام تعويض للعجز للأشخاص المعاقين الذين لا يزالون يعملون                                                            | فشل    | 163,923 (25.96%) | 467,574 (74.04%) |
| مشروع قانون الاستفتاء 9      | تدبير يوفر 20,000,000 دولار لبناء مبانٍ جديدة في الجامعات والكليات الحكومية (ما يعادل $215٬000٬000 في 2020)                     | فشل    | 312,500 (49.81%) | 314,840 (50.19%) |
| مشروع قانون الاستفتاء 8      | تدبير يوفر 20,000,000 دولار لبناء مبانٍ جديدة في المؤسسات الخيرية والتعليمية والجزائية الحكومية (ما يعادل $215٬000٬000 في 2020) | نجح    | 377,941 (59%)    | 262,615 (41%)    |
| مشروع قانون الاستفتاء 7      | تدبير يوفر 40,000,000 دولار لبناء مبانٍ جديدة في المدارس العامة (ما يعادل $430٬000٬000 في 2020)                                 | نجح    | 395,417 (61.44%) | 248,200 (38.56%) |
| قرار مشترك في مجلس الشيوخ 9  | تعديل يسمح للكنديين بامتلاك الأراضي في واشنطن، بشرط أن يعيشوا في مقاطعة يُسمح لمواطني واشنطن بامتلاك الأراضي فيها               | نجح    | 292,857 (50.24%) | 290,005 (49.76%) |

### 1952
| اسم التدبير                       | الوصف | الحالة | أصوات مؤيدة      | أصوات معارضة     |
| --------------------------------- | --- | ------ | ---------------- | ---------------- |
| بديل قرار مشترك في مجلس النواب 13 | تعديل يمنح المحاكم العليا الاختصاص في القضايا التي تبلغ قيمتها 1,000 دولار أو أقل (ما يعادل $10٬000 في 2020) ويمنح قضاة السلام الاختصاص في القضايا التي تبلغ قيمتها أقل من 300 دولار (ما يعادل $3٬000 في 2020) | نجح    | 389,626 (54.66%) | 323,133 (45.34%) |
| قرار مشترك في مجلس النواب 8       | تعديل يسمح لمناطق المدارس بتحمل ديون إضافية عند تفويضها من قبل تصويت الشعب | نجح    | 409,985 (51.49%) | 386,324 (48.51%) |
| مبادرة للشعب 180                  | تدبير يشرع تصنيع ونقل وحيازة وبيع واستخدام وتقديم زبدة صفراء | نجح    | 836,580 (83.63%) | 163,752 (16.37%) |
| مبادرة للشعب 181                  | تدبير يحدد المراقبة على مستوى الولاية لالتوقيت القياسي ما لم يفرض خلاف ذلك من قبل الحكومة الفيدرالية | نجح    | 597,558 (60.03%) | 397,928 (39.97%) |
| مبادرة للشعب 184                  | تدبير ينقل برنامج المساعدة الطبية العامة للدولة إلى وزارة الضمان الاجتماعي | فشل    | 265,193 (29.08%) | 646,634 (70.92%) |
| بديل قرار مشترك في مجلس الشيوخ 7  | تعديل يمنع الهيئة التشريعية للدولة من إلغاء قانون تم الموافقة عليه من قبل الشعب حتى تمر سنتان منذ التصويت أو يصوت ثلثا الهيئة التشريعية للدولة لصالح إلغاء مثل هذا القانون                                     | نجح    | 468,782 (60.13%) | 310,797 (39.87%) |
| قرار مشترك في مجلس النواب 6       | تعديل يتطلب من جميع القضاة على مستوى الولاية التقاعد عند سن الـ75 ويسمح للهيئة التشريعية للدولة بتخفيض السن وإضافة أسباب إضافية للتقاعد                                                                        | نجح    | 618,141 (74.11%) | 215,958 (25.89%) |

### 1954
| اسم التدبير                  | الوصف | الحالة | أصوات مؤيدة      | أصوات معارضة     |
| ---------------------------- | --- | ------ | ---------------- | ---------------- |
| مبادرة للشعب 194             | تدبير يحظر الإعلانات التلفزيونية للمشروبات الكحولية بين الساعة 8:00 صباحًا و10:00 مساءً                                                                                 | فشل    | 207,746 (25.23%) | 615,794 (74.77%) |
| مبادرة للشعب 188             | تدبير لإنشاء مجلس مستقل لفاحصي العلاج الطبيعي الذي سيشرف على متطلبات التعليم للأطباء المعالجين ويطبق متطلبات تعليمية متزايدة                                          | فشل    | 320,179 (39.37%) | 493,108 (60.63%) |
| مبادرة للشعب 192             | تدبير يزيد من تنظيم صيد سمك السلمون التجاري من خلال إنشاء مناطق صيد، وتحديد المحميات حيث يُحظر الصيد، وتفويض إنفاذ القانون بمصادرة معدات الصيد غير القانونية دون أوامر | فشل    | 237,004 (29.92%) | 555,151 (70.08%) |
| مبادرة للشعب 193             | تدبير ينشئ ملاحظة على مستوى الولاية التوقيت الصيفي من الأحد الأخير في أبريل إلى الأحد الأخير في سبتمبر                                                                | فشل    | 370,005 (44.71%) | 457,529 (55.29%) |
| قرار مشترك في مجلس النواب 16 | تعديل يوضح أن الشركات التي لديها مساهمين غير مقيمين لا تزال مسموح لها بامتلاك الأراضي في واشنطن                                                                       | نجح    | 364,382 (55.15%) | 296,362 (44.85%) |

### 1956
| اسم التدبير                  | الوصف | الحالة | أصوات مؤيدة      | أصوات معارضة     |
| ---------------------------- | --- | ------ | ---------------- | ---------------- |
| مبادرة للشعب 198             | تدبير يحظر عضوية الأفراد في النقابات العمالية | فشل    | 329,653 (31.86%) | 704,903 (68.14%) |
| مبادرة للشعب 199             | تدبير يضيف ثلاثة مناطق تشريعية جديدة، وثلاثة أعضاء جدد إلى مجلس الشيوخ في الولاية، ويستبدل المناطق الانتخابية بمناطق التعداد | نجح    | 448,121 (52.45%) | 406,287 (47.55%) |
| قرار مشترك في مجلس الشيوخ 3  | تعديل يسمح بزيادة المعاشات المدفوعة للمسؤولين العموميين أثناء شغلهم لمناصبهم | فشل    | 261,419 (32.29%) | 548,184 (67.71%) |
| قرار مشترك في مجلس الشيوخ 4  | تعديل يتطلب من المبادرات الحصول على توقيعات تعادل 8% من إجمالي الأصوات التي تم الإدلاء بها في الانتخابات الأخيرة، ومن الاستفتاءات الحصول على توقيعات تعادل 4% من إجمالي الأصوات التي تم الإدلاء بها في الانتخابات الأخيرة قبل وضعها على بطاقة الاقتراع العامة | نجح    | 413,107 (54.03%) | 351,518 (45.97%) |
| قرار مشترك في مجلس الشيوخ 6  | تعديل يلغي حدود المدة على أمين خزانة الولاية | نجح    | 411,453 (52.32%) | 374,905 (47.68%) |
| قرار مشترك في مجلس الشيوخ 14 | تعديل يسمح لمفوضي المقاطعات بملء الشواغر في الهيئة التشريعية | نجح    | 454,199 (60.77%) | 293,159 (39.23%) |
| قرار مشترك في مجلس النواب 22 | تعديل يمنح الهيئة التشريعية السلطة لمنح المحاكم الحق في مصادرة الممتلكات قبل القرار النهائي في حالات الاستيلاء على الممتلكات | فشل    | 292,750 (38.57%) | 466,193 (61.43%) |

### 1958
| اسم التدبير                                   | الوصف | الحالة | أصوات مؤيدة      | أصوات معارضة     |
| --------------------------------------------- | --- | ------ | ---------------- | ---------------- |
| مشروع قانون الاستفتاء 10                      | تدبير يخصص ما يصل إلى 25,000,000 دولار لبناء مبانٍ جديدة في المؤسسات الخيرية والتعليمية والجزائية الحكومية؛ بالإضافة إلى مبانٍ جديدة في المؤسسات الحكومية المدعومة للتعليم العالي (ما يعادل $224٬000٬000 في 2020) | نجح    | 402,937 (50.71%) | 391,726 (49.29%) |
| قرار مشترك في مجلس الشيوخ 12                  | تعديل ينشئ لجنة مكونة من سبعة أعضاء تتولى إعادة تقسيم الدوائر الانتخابية كل عشر سنوات | فشل    | 320,567 (46.76%) | 365,018 (53.24%) |
| قرار مشترك في مجلس الشيوخ 14                  | تعديل يمنح الهيئة التشريعية للولاية صلاحية السماح بتوظيف القساوسة في المؤسسات الحكومية، والإصلاحية، والنفسية | نجح    | 492,047 (63.76%) | 297,700 (36.24%) |
| قرار مشترك في مجلس الشيوخ 18                  | تعديل يمنع الهيئة التشريعية من منح تعويضات إضافية للموظفين العموميين بعد انتهاء خدمتهم، باستثناء مدفوعات المعاشات                                                                                               | نجح    | 388,797 (51.13%) | 371,652 (48.87%) |
| مبادرة للشعب 202                              | تدبير يمنع عضوية النقابات العمالية كشرط للتوظيف | فشل    | 339,742 (36.27%) | 596,949 (63.73%) |
| مبادرة للهيئة التشريعية 23                    | تدبير يوفر حالة الخدمة المدنية لموظفي إدارات شريف المقاطعة وينشئ لجنة خدمة مدنية مستقلة للتعامل مع أي مهام إدارية تنشأ نتيجة لهذا التدبير                                                                       | نجح    | 539,640 (65.08%) | 289,575 (34.92%) |
| مشروع قانون الاستفتاء 30                      | تدبير يجعل مدفوعات التأمين على الحياة خاضعة لضريبة الميراث | فشل    | 811,539 (93.95%) | 52,223 (6.05%)   |
| بديل قرار مشترك في مجلس الشيوخ 9 الجزء الأول  | تعديل يمنح الهيئة التشريعية السلطة لتغيير تعويض المسؤولين المنتخبين على مستوى الولاية والمقاطعة | فشل    | 199,361 (26.98%) | 539,483 (73.02%) |
| بديل قرار مشترك في مجلس الشيوخ 9 الجزء الثاني | تعديل يسمح للأعضاء الحاليين في الهيئة التشريعية بالتعيين أو الانتخاب لمناصب مدنية | فشل    | 140,142 (19.72%) | 570,630 (80.28%) |
| قرار مشترك في مجلس الشيوخ 10                  | تعديل يخول تعديل حدود واشنطن وفقًا للاتفاقيات بين الولايات، إذا تمت الموافقة عليها من قبل الحكومة الفيدرالية | نجح    | 395,969 (56.09%) | 309,922 (43.91%) |
| بديل قرار مشترك في مجلس النواب 4              | تعديل يسمح لمناطق المدارس بتنفيذ ضرائب إذا تمت الموافقة عليها من قبل ثلاثة أخماس السكان المتأثرين في تصويت الشعب                                                                                                | فشل    | 293,386 (37.78%) | 483,165 (62.22%) |

### 1960
| اسم التدبير                 | الوصف | الحالة | أصوات مؤيدة      | أصوات معارضة     |
| --------------------------- | --- | ------ | ---------------- | ---------------- |
| مبادرة للهيئة التشريعية 25  | تدبير يحظر بناء السدود الكبيرة على طول أجزاء محددة من نهر كولومبيا إذا كان ذلك سيؤثر على نطاق هجرة الأسماك | نجح    | 526,130 (52.11%) | 483,449 (47.89%) |
| مبادرة للشعب 205            | تدبير ينشئ ترخيصًا جديدًا للمطاعم يسمح لها ببيع المشروبات الكحولية                                           | فشل    | 357,455 (30.89%) | 799,643 (69.11%) |
| مبادرة للشعب 207            | تدبير ينشئ نظام الخدمة المدنية لموظفي الدولة ويوفر إدارة لذلك النظام                                       | نجح    | 606,511 (56.25%) | 471,730 (43.75%) |
| مبادرة للشعب 208            | تدبير يخول الملكيات المشتركة ويسمح لحقوق الملكية بالانتقال من مستأجر إلى آخر في حالة الوفاة                | نجح    | 647,529 (60.05%) | 430,698 (39.95%) |
| مبادرة للشعب 210            | تدبير ينشئ ملاحظة على مستوى الولاية التوقيت الصيفي من الأحد الأخير في أبريل إلى الأحد الأخير في سبتمبر     | نجح    | 596,135 (51.71%) | 556,623 (48.29%) |
| قرار مشترك في مجلس الشيوخ 4 | تعديل يسمح لغير المقيمين بامتلاك الأراضي في واشنطن                                                         | فشل    | 466,705 (45.27%) | 564,250 (54.73%) |

### 1962
| اسم التدبير                      | الوصف | الحالة | أصوات مؤيدة      | أصوات معارضة     |
| -------------------------------- | --- | ------ | ---------------- | ---------------- |
| قرار مشترك في مجلس النواب 19     | تعديل يقلل من متطلبات الإقامة للتصويت في الانتخابات، ويسمح للأمريكيين الأصليين بالتصويت في الانتخابات، ويسمح للوافدين الجدد إلى الولاية بالتصويت في الانتخابات | فشل    | 392,172 (49.47%) | 400,630 (50.53%) |
| قرار مشترك في مجلس النواب 9      | تعديل يخول الهيئة التشريعية لملء المناصب المنتخبة الأخرى على مستوى الولاية مؤقتًا إذا منع هجوم عدائي incumbents من أداء واجبهم                                  | نجح    | 496,596 (64.03%) | 279,175 (35.97%) |
| قرار مشترك في مجلس الشيوخ 21     | تعديل يسمح لغير المقيمين بامتلاك الأراضي في واشنطن | فشل    | 400,839 (48.35%) | 428,276 (51.65%) |
| قرار مشترك في مجلس الشيوخ 9      | تعديل يوضح أنه يجب إرسال كتيب الناخبين إلى كل مكان إقامة فردي، بدلاً من إرساله إلى كل ناخب مسجل                                                                 | نجح    | 484,666 (60.60%) | 315,088 (39.40%) |
| بديل قرار مشترك في مجلس النواب 1 | تعديل يسمح للمدن والبلدات بتفويض فرض ضرائب تتجاوز الحد القانوني إذا وافق ثلاثة أخماس السكان المتأثرين في تصويت الشعب                                           | فشل    | 189,125 (23.35%) | 620,973 (76.65%) |
| مبادرة تدبير 211                 | تدبير يعيد تقسيم الدوائر التشريعية للولاية | فشل    | 396,419 (47.33%) | 441,085 (52.67%) |
| مشروع قانون الاستفتاء 32         | تدبير يخول وزارة الزراعة في ولاية واشنطن بالإشراف وتنظيم إنتاج وتوزيع وبيع منتجات الألبان                                                                      | فشل    | 153,419 (18.46%) | 677,530 (81.54%) |
| مشروع قانون الاستفتاء 33         | تدبير يسمح للمدن والبلدات بإجراء تدقيقات باستخدام محاسبين خاصين بدلاً من المدقق الحكومي                                                                         | فشل    | 242,189 (30.06%) | 563,475 (69.94%) |
| بديل قرار مشترك في مجلس الشيوخ 1 | تعديل يسمح لمناطق المدارس بتفويض فرض ضرائب تتجاوز الحد القانوني إذا وافق ثلاثة أخماس السكان المتأثرين في تصويت الشعب                                           | فشل    | 249,489 (29.44%) | 597,928 (70.56%) |
| قرار مشترك في مجلس الشيوخ 25     | تعديل يتطلب نشر أي تغييرات مقترحة على الدستور في الصحف الأسبوعية في جميع أنحاء الولاية بشكل منتظم قبل التصويت عليها                                            | نجح    | 417,451 (54.15%) | 353,448 (45.85%) |
| قرار مشترك في مجلس النواب 6      | تعديل يمنح المحكمة العليا لولاية واشنطن صلاحية تعيين قضاة جدد مؤقتًا لأنفسهم وللمحاكم العليا في جميع أنحاء واشنطن                                               | نجح    | 539,800 (69.51%) | 236,805 (30.49%) |

### 1964
| اسم التدبير                 | الوصف | الحالة | أصوات مؤيدة      | أصوات معارضة     |
| --------------------------- | --- | ------ | ---------------- | ---------------- |
| مبادرة للشعب 215            | تدبير يسمح باستخدام الأموال المكتسبة من الضرائب على وقود القوارب لشراء أو تحسين الأراضي الترفيهية البحرية     | نجح    | 665,737 (63.56%) | 381,743 (36.44%) |
| مشروع قانون الاستفتاء 11    | تدبير يخول ما يصل إلى 10,000,000 دولار لشراء الأراضي العامة الترفيهية الخارجية (ما يعادل $83٬000٬000 في 2020) | نجح    | 614,903 (58.57%) | 434,978 (41.43%) |
| مشروع قانون الاستفتاء 12    | تدبير يخول ما يصل إلى 59,000,000 دولار لبناء مدارس عامة جديدة (ما يعادل $492٬000٬000 في 2020)                 | نجح    | 782,682 (72.25%) | 300,674 (27.75%) |
| مشروع قانون الاستفتاء 13    | تدبير يخول ما يصل إلى 4,600,000 دولار لبناء سجن جديد للأحداث (ما يعادل $38٬000٬000 في 2020)                   | نجح    | 761,862 (71.76%) | 299,783 (28.24%) |
| مشروع قانون الاستفتاء 34    | تدبير يخفف القيود على آلات القمار، ولوحات المبيعات، وغرف البطاقات، وأجهزة البنغو                              | فشل    | 622,987 (55.20%) | 505,633 (44.80%) |
| قرار مشترك في مجلس الشيوخ 1 | تعديل يسمح للمدن بوضع مسودات مواثيقها الخاصة إذا كان عدد سكانها أكثر من 10,000 نسمة                           | نجح    | 687,016 (72.31%) | 263,101 (27.69%) |

### 1966
| اسم التدبير                               | الوصف | الحالة | أصوات مؤيدة      | أصوات معارضة     |
| ----------------------------------------- | --- | ------ | ---------------- | ---------------- |
| مبادرة للشعب 226                          | تدبير يتطلب أن يتم توزيع عُشر إجمالي ضريبة المبيعات التي تجمعها الدولة على المدن والبلدات على أساس نصيب الفرد                                                                                               | فشل    | 403,700 (43.98%) | 514,281 (56.02%) |
| مبادرة للشعب 229                          | تدبير يلغي القيود المفروضة على ما يمكن للناس القيام به يوم الأحد، بما في ذلك القيود على استهلاك الكحول والرياضات                                                                                           | نجح    | 604,096 (64.40%) | 333,972 (35.60%) |
| مبادرة للشعب 233                          | تدبير يزيد من الحد الأقصى القانوني لحجم عربات القطارات | نجح    | 591,051 (63.48%) | 339,978 (36.52%) |
| مشروع قانون الاستفتاء 14                  | تدبير يخول ما يصل إلى 16,500,000 دولار لبناء مدارس عامة جديدة (ما يعادل $132٬000٬000 في 2020) | نجح    | 583,705 (66.93%) | 288,357 (33.07%) |
| مشروع قانون الاستفتاء 15                  | تدبير يخول ما يصل إلى 40,575,000 دولار لتوزيعها على المؤسسات التعليمية العليا، وإدارة المؤسسات، وإدارة الموارد الطبيعية، وغيرها من الاحتياجات التي تحددها الهيئة التشريعية (ما يعادل $324٬000٬000 في 2020) | نجح    | 597,715 (69.37%) | 263,902 (30.63%) |
| مشروع قانون الاستفتاء 16                  | تدبير يعيد رسم حدود الدوائر الانتخابية في الولاية لتساوي عدد السكان في كل منها | نجح    | 416,630 (52.01%) | 384,366 (47.99%) |
| قرار مشترك في مجلس الشيوخ 6               | تعديل يلغي الانتخابات لقضاة المحكمة العليا إذا كان هناك مرشح واحد فقط على ورقة الاقتراع | نجح    | 635,318 (80.05%) | 158,291 (19.95%) |
| قرار مشترك في مجلس الشيوخ 20              | تعديل يسمح لغير المواطنين بامتلاك الأراضي في واشنطن | نجح    | 430,984 (50.94%) | 415,082 (49.06%) |
| قرار مشترك في مجلس الشيوخ 22 الجزء الأول  | تعديل ينشئ صندوق بناء المدارس على مستوى الولاية | نجح    | 602,360 (73.21%) | 220,395 (26.79%) |
| قرار مشترك في مجلس الشيوخ 22 الجزء الثاني | تعديل يسمح لصندوق المدارس الحكومية بالاستثمار وفقًا لرغبات الهيئة التشريعية | نجح    | 581,245 (72.33%) | 222,401 (27.67%) |

### 1968
| اسم التدبير                  | الوصف | الحالة | أصوات مؤيدة      | أصوات معارضة     |
| ---------------------------- | --- | ------ | ---------------- | ---------------- |
| مبادرة للشعب 242             | تدبير ينص على أن قيادة مركبة على طريق حكومي تعني الموافقة على إجراء اختبار تنفس                                             | نجح    | 792,242 (66.70%) | 394,644 (33.30%) |
| مبادرة للشعب 245             | تدبير يقلل من مقدار الفائدة أو الرسوم لمرة واحدة التي يمكن اعتبارها "رسوم خدمة تجزئة"                                       | نجح    | 642,902 (53.80%) | 551,394 (46.20%) |
| مشروع قانون الاستفتاء 35     | تدبير يضيف التمييز على أساس العرق أو المعتقد أو اللون أو الأصل القومي كأسباب لتعليق رخصة العقارات                           | نجح    | 580,578 (53.37%) | 276,161 (46.63%) |
| مشروع قانون الاستفتاء 17     | تدبير يخول ما يصل إلى 25,000,000 دولار لبناء وتحسين مرافق التحكم في تلوث المياه (ما يعادل $186٬000٬000 في 2020)             | نجح    | 845,372 (75.38%) | 276,161 (24.62%) |
| مشروع قانون الاستفتاء 18     | تدبير يخول ما يصل إلى 40,000,000 دولار لشراء ورعاية المناطق والمرافق الترفيهية الخارجية (ما يعادل $298٬000٬000 في 2020)     | نجح    | 763,806 (68.29%) | 354,646 (31.71%) |
| مشروع قانون الاستفتاء 19     | تدبير يخول ما يصل إلى 63,059,000 دولار لتوزيعها على المؤسسات التعليمية العليا (ما يعادل $469٬000٬000 في 2020)               | نجح    | 606,236 (56.95%) | 458,358 (43.05%) |
| مبادرة تدبير 32              | تدبير ينشئ وكالة حكومية جديدة تسمى لجنة التوظيف الكامل ويشترط معالجة حصاد الأخشاب في المصانع التي توظف سكان واشنطن          | فشل    | 716,291 (61.40%) | 450,559 (38.60%) |
| قرار مشترك في مجلس الشيوخ 5  | تعديل يسمح باستثمار صناديق المعاشات التقاعدية العامة                                                                        | نجح    | 770,325 (72.05%) | 298,788 (27.95%) |
| قرار مشترك في مجلس الشيوخ 6  | تعديل ينشئ محكمة الاستئناف في واشنطن                                                                                        | نجح    | 650,025 (63.72%) | 370,059 (36.28%) |
| قرار مشترك في مجلس الشيوخ 17 | تعديل يخول الهيئة التشريعية لإنشاء وكالة حكومية جديدة تسمى "سلطة بناء الدولة"                                               | نجح    | 521,162 (51.07%) | 499,344 (48.93%) |
| قرار مشترك في مجلس الشيوخ 24 | تعديل يوضح المؤهلات المطلوبة لملء الشواغر في المناصب الحكومية أو مقاطعات                                                    | نجح    | 744,656 (74.33%) | 257,168 (25.67%) |
| قرار مشترك في مجلس النواب 1  | تعديل يتطلب أن يتم فرض الضرائب على الممتلكات الزراعية والغابات والأراضي المفتوحة بناءً على الاستخدام، وليس الاستخدام المحتمل | نجح    | 705,978 (67.79%) | 335,496 (32.21%) |
| قرار مشترك في مجلس النواب 13 | تعديل يزيد من رواتب المسؤولين الحكوميين الذين لا يحددون رواتبهم بأنفسهم                                                     | نجح    | 541,002 (53.09%) | 478,119 (46.91%) |

### 1970
| اسم التدبير                  | الوصف | الحالة | أصوات مؤيدة      | أصوات معارضة     |
| ---------------------------- | --- | ------ | ---------------- | ---------------- |
| مبادرة تدبير 251             | تدبير ينص على أنه لا يمكن للدولة زيادة أو إضافة ضرائب إضافية                                                         | فشل    | 504,779 (48.91%) | 527,263 (51.09%) |
| مبادرة تدبير 256             | تدبير يحظر بيع المشروبات في حاويات ذات قيمة إيداع إعادة التدوير تبلغ خمسة سنتات أو أقل                               | فشل    | 511,248 (48.72%) | 538,118 (51.28%) |
| مشروع قانون الاستفتاء 20     | تدبير يشرع الإجهاض في الأشهر الأربعة الأولى من الحمل                                                                 | نجح    | 599,959 (56.49%) | 462,174 (43.51%) |
| مشروع قانون الاستفتاء 21     | تدبير يخول ما يصل إلى 40,000,000 دولار لتمويل شراء وتطوير المناطق الترفيهية الخارجية (ما يعادل $298٬000٬000 في 2020) | نجح    | 520,162 (52.29%) | 474,548 (47.71%) |
| مشروع قانون الاستفتاء 22     | تدبير يخول ما يصل إلى 63,059,000 دولار لتوزيعها على المؤسسات التعليمية العليا (ما يعادل $469٬000٬000 في 2020)        | فشل    | 399,608 (41.01%) | 574,887 (58.99%) |
| مشروع قانون الاستفتاء 23     | تدبير يخول ما يصل إلى 25,000,000 دولار لتمويل مرافق التحكم في تلوث المياه (ما يعادل $186٬000٬000 في 2020)            | نجح    | 581,819 (58.37%) | 414,976 (41.63%) |
| قرار مشترك في مجلس النواب 6  | تعديل يقلل من سن التصويت من واحد وعشرين إلى تسعة عشر عاماً                                                            | فشل    | 473,029 (45.33%) | 570,438 (54.67%) |
| قرار مشترك في مجلس النواب 42 | تدبير يحدد الحد الأقصى لمعدل ضريبة الملكية عند 1% ويفرض ضريبة دخل ثابتة على مستوى الولاية                            | فشل    | 309,882 (31.55%) | 672,446 (68.45%) |

### 1972
| اسم التدبير                     | الوصف | الحالة | أصوات مؤيدة      | أصوات معارضة     |
| ------------------------------- | --- | ------ | ---------------- | ---------------- |
| مبادرة التدبير 258              | تدبير يسمح للمدن التي يزيد عدد سكانها عن 150,000 بامتلاك حلبات سباق الكلاب                                                     | فشل    | 526,371 (37.02%) | 895,385 (62.98%) |
| مبادرة التدبير 261              | تدبير يخص خصخصة متاجر الكحول المملوكة للدولة ومنع الدولة من توزيع أو بيع الكحول                                                | فشل    | 634,973 (44.89%) | 779,568 (55.11%) |
| مبادرة التدبير 276 ‏             | تدبير يتطلب من الحملات السياسية الكشف عن مصدر تمويلها، ويحدد مقدار المال الذي يمكن إنفاقه كجزء من الحملة، وينظم أنشطة اللوبيين | نجح    | 959,143 (72.02%) | 372,693 (27.98%) |
| مشروع الاستفتاء 24              | تدبير ينظم أنشطة اللوبيين في الهيئة التشريعية للدولة                                                                           | نجح    | 696,455 (54.72%) | 576,404 (45.28%) |
| مشروع الاستفتاء 25              | تدبير ينظم التبرعات والنفقات الحملة                                                                                            | نجح    | 694,818 (54.72%) | 574,856 (45.28%) |
| مشروع الاستفتاء 26              | تدبير يصرح بتخصيص $225,000,000 لتمويل بناء وتحسين مرافق التخلص من النفايات العامة (ما يعادل $1٬392٬000٬000 في 2020)            | نجح    | 827,077 (62.82%) | 489,459 (37.18%) |
| مشروع الاستفتاء 27              | تدبير يصرح بتخصيص $75,000,000 لتمويل بناء وتحسين مرافق إمدادات المياه (ما يعادل $464٬000٬000 في 2020)                          | نجح    | 790,063 (59.22%) | 544,176 (40.78%) |
| مشروع الاستفتاء 28              | تدبير يصرح بتخصيص $40,000,000 لتمويل بناء وتحسين مناطق ومرافق الترفيه (ما يعادل $247٬000٬000 في 2020)                          | نجح    | 758,530 (56.67%) | 579,975 (43.33%) |
| مشروع الاستفتاء 29              | تدبير يصرح بتخصيص $25,000,000 لتمويل بناء وتحسين مرافق الرعاية الصحية (ما يعادل $155٬000٬000 في 2020)                          | نجح    | 734,715 (55.29%) | 594,172 (44.71%) |
| مشروع الاستفتاء 30              | تدبير يصرح بتخصيص 50,000,000 دولار لتمويل إنشاء وتحسين أنظمة النقل العامة (ما يعادل $309٬000٬000 في 2020)                      | فشل    | 637,841 (48.94%) | 665,493 (51.06%) |
| مشروع الاستفتاء 31              | تدبير يصرح بتخصيص 50,000,000 دولار لتمويل إنشاء وتحسين الكليات المجتمعية (ما يعادل $309٬000٬000 في 2020)                       | نجح    | 721,403 (54.80%) | 594,963 (45.20%) |
| مبادرة التدبير 44               | تدبير يحدد ضرائب الممتلكات دون تصويت من الشعب                                                                                  | نجح    | 930,275 (75.54%) | 301,238 (24.46%) |
| قرار مجلس الشيوخ المشترك رقم 1  | تعديل يستبدل حد ضريبة الممتلكات بمعدل أقصى مسموح به بنسبة 1% (ما يعادل $200 في 2020)                                           | نجح    | 686,320 (58.26%) | 491,703 (41.74%) |
| قرار مجلس الشيوخ المشترك رقم 5  | تعديل يلغي الحظر على اليانصيب ويسمح بها إذا وافقت عليها أغلبية كبيرة من الهيئة التشريعية أو الشعب                              | نجح    | 787,251 (61.67%) | 489,282 (38.33%) |
| قرار مجلس الشيوخ المشترك رقم 38 | تعديل يسمح لمفوضي المقاطعة بتحديد الرواتب للموظفين في المقاطعة (بما في ذلك رواتبهم الخاصة)                                     | نجح    | 658,095 (53.96%) | 561,607 (46.04%) |
| قرار مجلس النواب المشترك رقم 1  | تعديل يتطلب من الهيئة التشريعية مراجعة جميع السياسات الضريبية مرة كل عشر سنوات                                                 | فشل    | 668,505 (55.09%) | 544,868 (44.91%) |
| قرار مجلس النواب المشترك رقم 21 | تعديل يسمح لشعب المقاطعة بإنشاء حكومة "مدينة-مقاطعة" عن طريق تصويت الأغلبية                                                    | نجح    | 603,471 (50.20%) | 598,557 (49.80%) |
| قرار مجلس النواب المشترك رقم 47 | تعديل يعيد تعريف صيغة الموافقة لضرائب الممتلكات                                                                                | نجح    | 686,320 (58.26%) | 491,703 (41.74%) |
| قرار مجلس النواب المشترك رقم 52 | تعديل يمنح الهيئة التشريعية صلاحية زيادة الدين العام للدولة بتصويت من ثلاثة أخماس الأعضاء                                      | نجح    | 673,376 (58.53%) | 477,144 (41.47%) |
| قرار مجلس النواب المشترك رقم 61 | تعديل يوضح أن التمييز على أساس الجنس غير قانوني                                                                                | نجح    | 645,115 (50.13%) | 641,746 (49.87%) |

### 1973
| اسم التدبير                 | الوصف | الحالة | أصوات مؤيدة      | أصوات معارضة     |
| --------------------------- | --- | ------ | ---------------- | ---------------- |
| مبادرة التدبير 282          | تدبير يحدد رواتب المسؤولين المنتخبين والقضاة                                                             | نجح    | 798,338 (80.14%) | 197,795 (19.86%) |
| مشروع قانون الاستفتاء 36    | تدبير يخفض سن الشرب من 21 إلى 19                                                                         | فشل    | 495,624 (49.26%) | 510,491 (50.74%) |
| مشروع قانون الاستفتاء 32    | تدبير يتطلب من مدققي الحسابات في المقاطعات تعيين أشخاص في لجان الاقتراع للمساعدة في تسجيل الناخبين       | فشل    | 291,323 (32.35%) | 609,306 (67.65%) |
| مشروع قانون الاستفتاء 33    | تدبير يضيف رسومًا إضافية على لوحات الترخيص الشخصية ويوجه الإيرادات المتزايدة إلى جهود حماية الحياة البرية | نجح    | 613,921 (62.89%) | 362,195 (37.11%) |
| قرار مجلس النواب المشترك 22 | تعديل يسمح للحكومات المحلية بإنشاء مناطق ضريبية لتمويل مشاريع التنمية                                    | فشل    | 246,055 (27.30%) | 655,125 (72.70%) |
| قرار مجلس النواب المشترك 37 | تعديل ينشئ ضريبة دخل، ويمنع فرض ضرائب زائدة على المدارس العامة، ويحدد بعض الضرائب الأخرى                 | فشل    | 228,823 (22.91%) | 770,033 (77.09%) |
| قرار مجلس النواب المشترك 40 | تعديل يطبق صيغة التحقق من الضرائب الزائدة على السندات القابلة للدفع من تلك الضرائب                       | فشل    | 352,495 (41.27%) | 501,618 (58.73%) |

### 1974
| اسم التدبير                  | الوصف                                                                                           | الحالة                                       | أصوات مؤيدة      | أصوات معارضة     |
| ---------------------------- | ----------------------------------------------------------------------------------------------- | -------------------------------------------- | ---------------- | ---------------- |
| مشروع قانون الاستفتاء 34     | تدبير ينشئ يانصيب حكومي                                                                         | فشل (يتطلب على الأقل 60% من الأصوات المؤيدة) | 515,404 (54.75%) | 425,903 (42.25%) |
| قرار مجلس الشيوخ المشترك 140 | تعديل يقيد سلطة الفيتو لدى الحاكم ويسمح للهيئة التشريعية بإعادة النظر في القوانين التي تم نقضها | نجح                                          | 498,745 (54.32%) | 419,437 (45.68%) |
| قرار مجلس الشيوخ المشترك 143 | تعديل يحدد شرط إقامة لمدة ثلاثين يومًا للتصويت في الانتخابات                                     | نجح                                          | 626,827 (68.28%) | 291,178 (31.72%) |

### 1975
| اسم التدبير                  | الوصف | الحالة | أصوات مؤيدة      | أصوات معارضة     |
| ---------------------------- | --- | ------ | ---------------- | ---------------- |
| مبادرة التدبير 314           | تدبير يلغي ضرائب المدارس ويستبدلها بضريبة بنسبة 12% على الشركات                                                | فشل    | 323,831 (33.18%) | 652,178 (66.82%) |
| مبادرة التدبير 316           | تدبير يفرض عقوبة الإعدام على الأشخاص المدانين بجريمة القتل من الدرجة الأولى المشددة                            | فشل    | 296,257 (30.90%) | 662,535 (69.10%) |
| مشروع قانون الاستفتاء 35     | تدبير يتطلب من الحاكم ملء شغور مجلس الشيوخ الأمريكي بشخص ينتمي لنفس الحزب السياسي الذي ينتمي إليه العضو الحالي | فشل    | 430,642 (46.18%) | 501,894 (53.82%) |
| قرار مجلس الشيوخ المشترك 101 | تعديل يعيد تعريف سلطة المحكمة العليا في واشنطن والمحاكم district ويؤسس لجنة مؤهلات قضائية                      | فشل    | 408,832 (48.89%) | 427,361 (51.11%) |
| قرار مجلس الشيوخ المشترك 127 | تعديل ينشئ لجنة مستقلة لتحديد رواتب المشرعين وقدرتهم على الترشح لمناصب أخرى                                    | فشل    | 355,399 (39.72%) | 539,289 (60.28%) |
| قرار مجلس النواب المشترك 22  | تعديل يسمح للدولة بتقديم المساعدة المالية لطلاب المؤسسات التعليمية الخاصة، وليس فقط العامة                     | فشل    | 369,775 (39.54%) | 565,444 (60.46%) |

### 1976
| اسم التدبير                  | الوصف | الحالة | أصوات مؤيدة      | أصوات معارضة     |
| ---------------------------- | --- | ------ | ---------------- | ---------------- |
| مبادرة التدبير 322           | تدبير يحظر معالجة المياه العامة بالفلوريد                                                                     | فشل    | 469,929 (35.05%) | 870,631 (64.95%) |
| مبادرة التدبير 325           | تدبير يحدد متطلبات جديدة لمحطات الطاقة النووية ويتطلب أن يتم بناؤها فقط بموافقة ثلثي الهيئة التشريعية         | فشل    | 482,953 (33.38%) | 963,756 (66.62%) |
| مشروع قانون الاستفتاء 36     | تدبير يتطلب من المسؤولين الحكوميين الكشف علنًا عن بياناتهم المالية أثناء شغلهم للمناصب العامة                  | نجح    | 963,309 (69.65%) | 419,693 (30.35%) |
| قرار مجلس الشيوخ المشترك 137 | تعديل يسمح بفرض ضرائب زائدة على الممتلكات للمدارس العامة، بشرط أن تتم الموافقة عليها عبر تصويت الشعب كل عامين | نجح    | 763,263 (56.12%) | 596,722 (43.88%) |
| قرار مجلس الشيوخ المشترك 139 | تعديل يتطلب أن تحدث تغييرات الرواتب في الهيئة التشريعية في نفس الوقت لجميع الأعضاء                            | فشل    | 493,187 (36.44%) | 860,405 (63.56%) |
| قرار مجلس النواب المشترك 64  | تعديل ينشئ وكالة حكومية جديدة لصياغة نماذج ميثاق حكم محلي للمقاطعات                                           | فشل    | 347,555 (28.03%) | 892,419 (71.97%) |

### 1977
| اسم التدبير                  | الوصف | الحالة | أصوات مؤيدة      | أصوات معارضة     |
| ---------------------------- | --- | ------ | ---------------- | ---------------- |
| مبادرة التدبير 335           | تدبير يحظر دور السينما للبالغين، ومتاجر الجنس، وغيرها من الأعمال التي تبيع "المنشورات الفاحشة"                                  | نجح    | 522,921 (54.76%) | 431,989 (45.24%) |
| مبادرة التدبير 345           | تدبير يعفي الطعام من ضرائب المبيعات الحكومية والمحلية                                                                           | نجح    | 521,062 (54.00%) | 443,840 (46.00%) |
| مبادرة التدبير 348           | تدبير يستبدل نظام الضرائب المتغيرة للوقود بنظام ثابت                                                                            | فشل    | 470,147 (49.95%) | 471,031 (50.05%) |
| مشروع قانون الاستفتاء 39     | تدبير يسمح بالتسجيل الناخبين عبر البريد والتصويت الغيابي عند التسجيل في يوم واحد                                                | فشل    | 303,353 (32.43%) | 632,131 (67.57%) |
| مشروع قانون الاستفتاء 40     | تدبير ينشئ لجنة نسائية مستقلة في ولاية واشنطن                                                                                   | فشل    | 259,761 (28.09%) | 664,962 (71.91%) |
| مبادرة التدبير 59            | تدبير يحدد تصاريح سحب المياه العامة للمزارع التي تبلغ مساحتها 2,000 أكر (8.1 كـم2) أو أقل                                       | نجح    | 457,054 (51.08%) | 437,682 (48.92%) |
| قرار مجلس الشيوخ المشترك 113 | تعديل يمنح الهيئة التشريعية صلاحية منح المحاكم district الاختصاص في القضايا التي تتجاوز قيمتها $1,000 (ما يعادل $4٬000 في 2020) | نجح    | 654,082 (76.23%) | 203,936 (23.77%) |
| قرار مجلس النواب المشترك 55  | تعديل يمنح الهيئة التشريعية صلاحية تحديد أسعار النقل للركاب والبضائع                                                            | نجح    | 461,975 (54.52%) | 385,348 (45.48%) |
| قرار مجلس النواب المشترك 56  | تعديل يمنح الهيئة التشريعية صلاحية تحديد أسعار النقل للركاب والبضائع بناءً على أكثر من متغير المسافة فقط                         | فشل    | 394,105 (49.28%) | 405,635 (50.72%) |
| قرار مجلس النواب المشترك 57  | تعديل يسمح لشركات السكك الحديدية بمشاركة الأرباح                                                                                | نجح    | 447,544 (57.36%) | 332,729 (42.64%) |

### 1978
| اسم التدبير        | الوصف                                                                                               | الحالة | أصوات مؤيدة      | أصوات معارضة     |
| ------------------ | --------------------------------------------------------------------------------------------------- | ------ | ---------------- | ---------------- |
| مبادرة التدبير 350 | تدبير يحظر النقل القسري للمدارس، ويحد من سيطرة المسؤولين المدرسيين على تعيين الطلاب في مدارس مختلفة | نجح    | 585,903 (66.29%) | 297,991 (33.71%) |

### 1979
| اسم التدبير                  | الوصف | الحالة | أصوات مؤيدة      | أصوات معارضة     |
| ---------------------------- | --- | ------ | ---------------- | ---------------- |
| مشروع قانون الاستفتاء 37     | تدبير يصرح بتخصيص 25,000,000 دولار لتمويل مرافق للمعاقين ذهنيًا وجسديًا (ما يعادل $89٬000٬000 في 2020)                   | نجح    | 576,882 (66.83%) | 286,365 (33.17%) |
| مبادرة التدبير 61            | تدبير يحظر بيع المشروبات في حاويات مع وديعة إعادة تدوير أقل من خمسة سنتات                                              | فشل    | 380,247 (42.37%) | 517,177 (57.63%) |
| مبادرة التدبير 62            | تدبير يحدد نمو إيرادات الضرائب الحكومية بمعدل نمو الدخل الشخصي                                                         | نجح    | 588,724 (68.34%) | 272,761 (31.66%) |
| قرار مجلس الشيوخ المشترك 110 | تعديل يتطلب أن تجتمع الهيئة التشريعية مرة واحدة في السنة، مع إمكانية عقد اجتماعات إضافية بناءً على تقدير الحاكم         | نجح    | 508,063 (60.52%) | 331,391 (39.48%) |
| قرار مجلس الشيوخ المشترك 112 | تعديل يسمح للمشرعين بتولي مناصب مدنية أخرى، بشرط ألا يحصلوا على زيادات في الرواتب لذلك المنصب أثناء شغلهم لموقع تشريعي | نجح    | 469,049 (56.91%) | 355,088 (43.09%) |
| قرار مجلس الشيوخ المشترك 120 | تعديل يسمح لمناطق المرافق المحلية بتقديم المساعدة المالية لأصحاب المنازل حتى عام 1990                                  | نجح    | 526,349 (62.80%) | 311,768 (37.20%) |

### 1980
| اسم التدبير                  | الوصف | الحالة | أصوات مؤيدة        | أصوات معارضة     |
| ---------------------------- | --- | ------ | ------------------ | ---------------- |
| مبادرة التدبير 383           | تدبير يحظر استيراد وتخزين النفايات المشعة غير الطبية (ما لم يتم الاتفاق عليها بشكل خاص عبر اتفاقية بين الولايات) | نجح    | 1,211,606 (75.49%) | 393,415 (24.51%) |
| مشروع قانون الاستفتاء 38     | تدبير يصرح بتخصيص 125,000,000 دولار لتمويل مرافق إمدادات المياه (ما يعادل $393٬000٬000 في 2020)                  | نجح    | 1,008,646 (65.66%) | 527,454 (34.34%) |
| مشروع قانون الاستفتاء 39     | تدبير يصرح بتخصيص 450,000,000 دولار لتمويل مرافق إدارة النفايات العامة (ما يعادل $1٬413٬000٬000 في 2020)         | نجح    | 964,450 (63.33%)   | 558,328 (36.67%) |
| قرار مجلس الشيوخ المشترك 132 | تعديل يسمح للدولة بالتحكم في الأراضي العامة الفيدرالية ضمن حدودها                                                | فشل    | 579,060 (40.10%)   | 864,850 (59.90%) |
| قرار مجلس النواب المشترك 37  | تعديل ينشئ لجنة مؤهلات قضائية مستقلة ويمكّن المحكمة العليا في واشنطن من إزالة القضاة بناءً على توصية اللجنة        | نجح    | 1,043,490 (69.18%) | 464,941 (30.82%) |

### 1981
| اسم التدبير                  | الوصف | الحالة | أصوات مؤيدة      | أصوات معارضة     |
| ---------------------------- | --- | ------ | ---------------- | ---------------- |
| مبادرة التدبير 394           | تدبير يتطلب تصويت الشعب قبل أن تتمكن الهيئة التشريعية من تمويل مشاريع الطاقة العامة الكبرى                           | نجح    | 532,178 (58.06%) | 384,419 (41.94%) |
| مبادرة التدبير 402           | تدبير يستبدل ضرائب الميراث والهدايا بضريبة على نقل صافي التركات                                                      | نجح    | 610,507 (67.24%) | 297,445 (32.76%) |
| قرار مجلس الشيوخ المشترك 107 | تعديل يزيل القيود الدستورية على مفوضي المحكمة العليا ويفوض السلطة لإنشاء قيود جديدة إلى الهيئة التشريعية             | فشل    | 385,796 (46.74%) | 439,542 (53.26%) |
| قرار مجلس الشيوخ المشترك 133 | تعديل يمنح وزير الخارجية أربعين يومًا للتحقق من صحة عرائض المبادرة ويحظر على الهيئة التشريعية إلغاء المبادرات الناجحة | نجح    | 581,724 (74.46%) | 199,516 (25.54%) |
| قرار مجلس النواب المشترك 7   | تعديل يمنح الحكومات المحلية صلاحية إصدار سندات تطوير صناعي يتم سدادها من قبل تلك المشاريع بدلاً من الأموال العامة     | نجح    | 450,580 (55.73%) | 357,944 (44.27%) |

### 1982
| اسم التدبير                  | الوصف | الحالة | أصوات مؤيدة      | أصوات معارضة     |
| ---------------------------- | --- | ------ | ---------------- | ---------------- |
| مبادرة التدبير 412           | تدبير يحدد الحد الأقصى لمعدل الفائدة لعقود التقسيط للبيع بالتجزئة عند 12%                                            | فشل    | 452,710 (33.97%) | 880,135 (66.03%) |
| مبادرة التدبير 414           | تدبير يحظر بيع المشروبات في حاويات مع وديعة إعادة تدوير قدرها خمسة سنتات أو أقل                                      | فشل    | 400,156 (29.29%) | 965,951 (70.71%) |
| مبادرة التدبير 435           | تدبير يستبدل ضريبة المبيعات الحكومية على الطعام، وضريبة الأعمال التجارية، وضريبة المهنة بضريبة بنسبة 10% على الشركات | فشل    | 453,221 (33.76%) | 889,091 (66.24%) |
| قرار مجلس الشيوخ المشترك 143 | تعديل يسمح للحكومات المحلية بإنشاء مناطق ضريبية لغرض تمويل مشاريع التنمية                                            | فشل    | 393,030 (30.82%) | 882,194 (69.18%) |

### 1983
| اسم التدبير                  | الوصف                                                                             | الحالة | أصوات مؤيدة      | أصوات معارضة     |
| ---------------------------- | --------------------------------------------------------------------------------- | ------ | ---------------- | ---------------- |
| قرار مجلس الشيوخ المشترك 103 | تعديل ينشئ لجنة مستقلة للتعامل مع إعادة تقسيم الدوائر الانتخابية كل عشر سنوات     | نجح    | 639,981 (61.07%) | 407,916 (38.93%) |
| قرار مجلس الشيوخ المشترك 105 | تعديل يمدد الحد الأقصى لعقود الإيجار الحكومية من ثلاثين إلى خمس وخمسين سنة        | فشل    | 383,081 (38.08%) | 622,840 (61.92%) |
| قرار مجلس الشيوخ المشترك 112 | تعديل يسمح للحكومات المحلية بتوسيع صناديق وخصومات توفير الطاقة لأي مقيم في واشنطن | فشل    | 405,820 (40.24%) | 602,719 (59.76%) |

### 1984
| اسم التدبير        | الوصف | الحالة | أصوات مؤيدة        | أصوات معارضة     |
| ------------------ | --- | ------ | ------------------ | ---------------- |
| مبادرة التدبير 456 | تدبير يمنح الدولة السلطة الوحيدة لإدارة الموارد الطبيعية ويطلب من الكونغرس الأمريكي إزالة الطابع التجاري عن سمك السلمون الحديدي | نجح    | 916,855 (53.16%)   | 807,825 (46.84%) |
| مبادرة التدبير 464 | تدبير يستثني عمليات التبادل من ضريبة المبيعات على أسعار البيع                                                                   | نجح    | 1,175,781 (68.95%) | 529,560 (31.05%) |
| مبادرة التدبير 471 | تدبير يحظر استخدام الأموال العامة في إجراءات الإجهاض، ما لم يكن هذا الإجراء سيمنع وفاة الأم                                     | فشل    | 838,083 (46.87%)   | 949,921 (53.13%) |

### 1985
| اسم التدبير                 | الوصف                                                                                                  | الحالة | أصوات مؤيدة      | أصوات معارضة     |
| --------------------------- | --- | ------ | ---------------- | ---------------- |
| قرار مجلس النواب المشترك 12 | تعديل يسمح لصناديق تعويض العمال بالاستثمار وفقًا للهيئة التشريعية                                       | نجح    | 582,471 (71.37%) | 233,728 (28.63%) |
| قرار مجلس النواب المشترك 22 | تعديل يلغي متطلبات نسبة المشاركة الناخبين للتصويت على الموافقة على ضرائب الممتلكات الزائدة للمدارس     | فشل    | 369,852 (44.39%) | 463,391 (55.61%) |
| قرار مجلس النواب المشترك 23 | تعديل يسمح للحكومات المحلية بإنشاء مناطق ضريبية لغرض تمويل مشاريع التنمية                              | فشل    | 337,015 (41.42%) | 476,600 (58.58%) |
| قرار مجلس النواب المشترك 42 | تعديل يسمح للجنة السلع الزراعية الممولة من العامة بالمشاركة في استضافة ترويجية لتطوير التجارة الزراعية | نجح    | 536,528 (68.13%) | 250,936 (31.87%) |

### 1986
| اسم التدبير                  | الوصف | الحالة | أصوات مؤيدة        | أصوات معارضة     |
| ---------------------------- | --- | ------ | ------------------ | ---------------- |
| مشروع قانون الاستفتاء 40     | تدبير يسمح للمسؤولين الحكوميين بتحدي اختيار الحكومة الفيدرالية لمواقع مستودعات النفايات النووية ويتطلب تصويت الشعب إذا تم اختيار موقع في واشنطن | نجح    | 1,055,896 (82.62%) | 222,141 (17.38%) |
| مبادرة التدبير 90            | تدبير يزيد من ضرائب المبيعات لغرض تمويل برامج حماية الحياة البرية والترفيه                                                                      | فشل    | 493,794 (38.63%)   | 784,382 (61.37%) |
| قرار مجلس الشيوخ المشترك 136 | تعديل يوسع سلطة وعضوية اللجنة التي تراجع سلوك القضاة                                                                                            | نجح    | 696,932 (58.89%)   | 486,490 (41.11%) |
| قرار مجلس الشيوخ المشترك 138 | تعديل يعدل عملية ملء الشواغر في المناصب المنتخبة على مستوى الدولة والمقاطعة                                                                     | فشل    | 557,447 (48.77%)   | 585,642 (51.23%) |
| قرار مجلس النواب المشترك 49  | تعديل ينشئ لجنة مستقلة تحدد رواتب المسؤولين المنتخبين                                                                                           | نجح    | 630,736 (52.30%)   | 575,213 (47.70%) |
| قرار مجلس النواب المشترك 55  | تعديل يسمح للناخبين بتفويض فرض ضرائب لتمويل بناء المدارس                                                                                        | نجح    | 712,816 (59.14%)   | 492,445 (40.86%) |

### 1987
| اسم التدبير                   | الوصف | الحالة | أصوات مؤيدة      | أصوات معارضة     |
| ----------------------------- | --- | ------ | ---------------- | ---------------- |
| مشروع قانون الاستفتاء 41      | تدبير يسمح لولاية واشنطن بتحدي دستورية بعض السلطات المفوضة للاحتياطي الفيدرالي في المحكمة العليا الأمريكية                         | فشل    | 282,613 (34.29%) | 541,387 (65.71%) |
| مبادرة التدبير 92             | تدبير يحظر على الأطباء فرض رسوم على المرضى في برنامج Medicare تتجاوز "الرسوم المسموح بها/المعقولة" من Medicare                     | فشل    | 315,792 (35.64%) | 572,813 (64.46%) |
| قرار مجلس الشيوخ المشترك 8207 | تعديل يسمح للقضاة المتقاعدين من المحكمة العليا بالتعامل مع القضايا المعلقة، بشرط أن يكون القاضي قد أصدر حكمًا في القضية قبل التقاعد | نجح    | 495,273 (58.84%) | 346,428 (41.16%) |
| قرار مجلس الشيوخ المشترك 8212 | تعديل يسمح للهيئة التشريعية باستثمار أموال الأراضي العامة في الأسهم والإقراض الخاص                                                 | فشل    | 260,620 (32.09%) | 551,408 (67.91%) |
| قرار مجلس النواب المشترك 4212 | تعديل يمدد مدة ولاية المشرعين في الولاية                                                                                           | فشل    | 283,742 (33.32%) | 567,782 (66.68%) |
| قرار مجلس النواب المشترك 4220 | تعديل يفرض ضريبة ملكية على مستوى الولاية لبناء مدارس عامة جديدة                                                                    | فشل    | 283,118 (33.26%) | 568,196 (66.74%) |

### 1988
| اسم التدبير                   | الوصف | الحالة | أصوات مؤيدة        | أصوات معارضة     |
| ----------------------------- | --- | ------ | ------------------ | ---------------- |
| مبادرة التدبير 518            | تدبير يزيد الحد الأدنى للأجور في الولاية من 2.30 دولار في الساعة إلى 4.25 دولار في الساعة (ما يعادل $9 في 2020)                                                       | نجح    | 1,354,454 (76.55%) | 414,926 (23.45%) |
| مبادرة التدبير 97             | تدبير يفرض ضريبة بنسبة 0.7% على المواد الخطرة لتمويل برامج تنظيف النفايات الخطرة. كان هذا التدبير أحد خيارين، حيث استثنى الخيار الآخر بعض النفايات الخطرة من الضرائب. | نجح    | 860,835 (56.00%)   | 676,469 (44.00%) |
| قرار مجلس النواب المشترك 4222 | تعديل يزيد من قيمة الممتلكات الشخصية المعفاة من الضرائب | نجح    | 1,248,183 (78.65%) | 352,807 (21.35%) |
| قرار مجلس النواب المشترك 4223 | تعديل يوسع قدرات المرافق العامة لمساعدة في توفير الطاقة السكنية | نجح    | 1,248,183 (76.70%) | 379,153 (23.30%) |
| قرار مجلس النواب المشترك 4231 | تعديل يزيل الإشارات إلى "المعتوهين، والمجانين، والأبله، والشباب المعاقين" من الدستور الولاية                                                                          | نجح    | 1,354,529 (81.37%) | 310,114 (18.63%) |

### 1989
| اسم التدبير                   | الوصف | الحالة | أصوات مؤيدة      | أصوات معارضة     |
| ----------------------------- | --- | ------ | ---------------- | ---------------- |
| مبادرة التدبير 102            | تدبير يمول خدمات الأطفال والعائلة وتعليم K-12 بمبلغ 360,000,000 دولار من الضرائب الجديدة (ما يعادل $752٬000٬000 في 2020) | فشل    | 349,357 (33.65%) | 688,782 (66.35%) |
| قرار مجلس الشيوخ المشترك 8200 | تعديل يمنح الحقوق الأساسية للضحايا في الجرائم الكبرى                                                                     | نجح    | 789,266 (78.11%) | 221,179 (21.89%) |
| قرار مجلس الشيوخ المشترك 8202 | تعديل يعيد تعريف عملية وسلطة لجنة مراجعة السلوك القضائي                                                                  | نجح    | 804,199 (83.22%) | 162,135 (16.78%) |
| قرار مجلس الشيوخ المشترك 8210 | تعديل يسمح للمدن والبلدات بتمويل الجهود الخاصة للحفاظ على المياه                                                         | نجح    | 622,494 (63.95%) | 350,876 (36.05%) |

### 1990
| اسم التدبير                   | الوصف | الحالة | أصوات مؤيدة      | أصوات معارضة     |
| ----------------------------- | --- | ------ | ---------------- | ---------------- |
| مبادرة التدبير 547            | تدبير يتطلب من المقاطعات الانخراط في التخطيط الشامل لاستخدام الأراضي من أجل تحقيق أهداف النمو وحماية البيئة في الولاية | فشل    | 327,339 (24.91%) | 968,505 (75.09%) |
| قرار مجلس النواب المشترك 4203 | تعديل يضيف متطلبات إضافية لتشكيل مقاطعة جديدة                                                                          | فشل    | 403,377 (33.24%) | 810,098 (66.76%) |
| قرار مجلس النواب المشترك 4231 | تعديل يسمح للناخبين بالموافقة على فرض ضرائب زائدة على الممتلكات لمدة تصل إلى ست سنوات                                  | فشل    | 407,423 (32.45%) | 848,026 (67.55%) |
| قرار مجلس الشيوخ المشترك 8212 | تعديل يسمح بفرض ضريبة على الممتلكات الخاصة بالإسكان منخفض الدخل بناءً على الاستخدام الحالي للعقار                       | فشل    | 606,683 (49.94%) | 608,223 (50.06%) |

### 1991
| اسم التدبير                          | الوصف                                                                                      | الحالة | أصوات مؤيدة      | أصوات معارضة     |
| ------------------------------------ | ------------------------------------------------------------------------------------------ | ------ | ---------------- | ---------------- |
| مبادرة التدبير 553                   | تدبير يضيف حدودًا زمنية للمنصب لحاكم الولاية ونائب الحاكم والهيئة التشريعية وأعضاء الكونغرس | فشل    | 690,828 (45.98%) | 811,686 (54.02%) |
| مبادرة التدبير 559                   | تدبير يقلل من ضرائب الممتلكات                                                              | فشل    | 592,391 (40.52%) | 869,626 (59.48%) |
| مشروع قانون الاستفتاء 42             | تدبير يفرض ضريبة على خطوط الهاتف لتمويل نظام 9-1-1 في الولاية                              | نجح    | 901,854 (61.14%) | 573,251 (38.86%) |
| مبادرة التدبير 119                   | تدبير يشرع الانتحار بمساعدة للمرضى الذين يعانون من حالات طبية نهائية                       | فشل    | 701,808 (46.40%) | 810,623 (53.60%) |
| مبادرة التدبير 120                   | تدبير يمنح النساء الحق في اختيار الإجهاض قبل أن يصبح الجنين قابلاً للحياة                   | نجح    | 756,812 (50.04%) | 752,590 (49.96%) |
| قرار مجلس الشيوخ المشترك 8203        | تعديل ينشئ طريقة بديلة لصياغة ميثاق الحكم المحلي للمقاطعات                                 | فشل    | 538,126 (42.99%) | 713,648 (57.01%) |
| قرار مجلس النواب المشترك 4821        | تعديل يسمح للمقاطعات بتحديد عدد مفوضي المحكمة العليا                                       | فشل    | 583,318 (45.21%) | 706,807 (54.79%) |
| قرار مجلس النواب المشترك البديل 4221 | تعديل يسمح للمحاكم غير المحكمة العليا بالتعامل مع "القضايا المتعلقة بالإنصاف"              | فشل    | 584,815 (48.82%) | 613,040 (51.18%) |

### 1992
| اسم التدبير        | الوصف                                                                                            | الحالة | أصوات مؤيدة        | أصوات معارضة       |
| ------------------ | ------------------------------------------------------------------------------------------------ | ------ | ------------------ | ------------------ |
| مبادرة التدبير 573 | تدبير يضيف حدودًا زمنية لحاكم الولاية ونائب الحاكم وأعضاء الهيئة التشريعية                        | نجح    | 1,119,985 (52.38%) | 1,018,260 (47.62%) |
| مبادرة التدبير 134 | تدبير يحدد مساهمات الحملة، ويحظر التمويل العام للحملات السياسية، ويقيد أنشطة جمع التبرعات للحملة | نجح    | 1,539,297 (72.90%) | 576,161 (27.10%)   |

### 1993
| اسم التدبير                   | الوصف                                                                             | الحالة | أصوات مؤيدة        | أصوات معارضة     |
| ----------------------------- | --------------------------------------------------------------------------------- | ------ | ------------------ | ---------------- |
| مبادرة التدبير 593            | تدبير ينشئ قانون الثلاث ضربات، ويُلزم بالسجن مدى الحياة للمجرمين المتكررين الجادين | نجح    | 1,135,521 (75.20%) | 374,567 (25.80%) |
| مبادرة التدبير 601            | تدبير يحدد نفقات الدولة وفقًا لمعدلات التضخم ونمو السكان                           | نجح    | 774,342 (51.21%)   | 737,735 (48.79%) |
| مبادرة التدبير 602            | تدبير يحدد تحصيل الإيرادات ونفقات الدولة على الدخل الشخصي                         | فشل    | 673,378 (44.61%)   | 836,047 (55.39%) |
| قرار مجلس النواب المشترك 4200 | تعديل يسمح للمقاطعات والمستشفيات العامة بتوظيف رجال الدين                         | نجح    | 851,333 (58.33%)   | 608,252 (41.67%) |
| قرار مجلس النواب المشترك 4201 | تعديل يمنح محاكم المقاطعة الاختصاص على "القضايا المتعلقة بالإنصاف"                | نجح    | 857,094 (66.71%)   | 427,702 (33.29%) |

### 1994
| اسم التدبير              | الوصف | الحالة | أصوات مؤيدة      | أصوات معارضة     |
| ------------------------ | --- | ------ | ---------------- | ---------------- |
| مبادرة التدبير 607       | تدبير يسمح لغير أطباء الأسنان بتصنيع وبيع أطقم الأسنان                                                                        | نجح    | 955,960 (57.60%) | 703,619 (42.40%) |
| مشروع قانون الاستفتاء 43 | تدبير يتطلب توزيع إيرادات الضرائب من السجائر والمشروبات الكحولية وشراب الصودا لتمويل برامج تقليل العنف وإنفاذ قوانين المخدرات | نجح    | 947,847 (57.08%) | 712,575 (42.92%) |

### 1995
| اسم التدبير                          | الوصف | الحالة | أصوات مؤيدة      | أصوات معارضة       |
| ------------------------------------ | --- | ------ | ---------------- | ------------------ |
| مبادرة التدبير 640                   | تدبير يعيد كتابة لوائح الصيد لضمان معدلات بقاء محددة للأنواع غير المستهدفة                                                                   | فشل    | 566,880 (42.48%) | 767,686 (57.52%)   |
| مبادرة التدبير 651                   | تدبير يزيل القيود المفروضة على القمار في الأراضي القبلية                                                                                     | فشل    | 350,708 (25.76%) | 1,010,787 (74.24%) |
| مشروع قانون الاستفتاء 45             | تدبير يوسع سلطات لجنة الأسماك والحياة البرية لتشمل تنظيم القشريات والأسماك الغذائية، والتفاوض على اتفاقيات بين الولايات، وتعيين مدير خاص بها | نجح    | 809,083 (60.9%)  | 517,433 (39.01%)   |
| تدبير الاستفتاء 48                   | تدبير يفرض قيودًا على لوائح استخدام الأراضي ويوسع مسؤولية الحكومة لدفع تعويضات عن انخفاض قيم الممتلكات                                        | فشل    | 544,788 (40.61%) | 796,869 (59.39%)   |
| قرار مجلس الشيوخ المشترك البديل 8210 | تعديل يمكّن الهيئة التشريعية من تقليل حجم المحكمة العليا في واشنطن وجعل منصب رئيس القضاة منصبًا منتخبًا من قبل أعضاء المحكمة                    | نجح    | 723,297 (57.88%) | 526,260 (42.12%)   |

### 1996
| اسم التدبير        | الوصف | الحالة | أصوات مؤيدة        | أصوات معارضة       |
| ------------------ | --- | ------ | ------------------ | ------------------ |
| مبادرة التدبير 655 | تدبير يحظر صيد أو جذب الدببة السوداء باستخدام الطعم، وصيد الدببة، والجبال، والقطط الجبلية، والبوبكات، واللينكس باستخدام الكلاب | نجح    | 1,387,577 (62.99%) | 815,385 (37.01%)   |
| مبادرة التدبير 670 | تدبير يتطلب وضع إشعار على ورقة الاقتراع بجانب أسماء بعض المرشحين الذين لا يدعمون حدود المدة في الكونغرس                        | فشل    | 937,873 (44.99%)   | 1,146,865 (55.01%) |
| مبادرة التدبير 671 | تدبير يسمح بالقمار الإلكتروني المحدود في الأراضي القبلية                                                                       | فشل    | 934,344 (43.32%)   | 1,222,492 (56.68%) |
| مبادرة التدبير 173 | تدبير يسمح للدولة بإصدار قسائم منح دراسية للمدارس المختارة                                                                     | فشل    | 775,281 (35.54%)   | 1,406,433 (64.46%) |
| مبادرة التدبير 177 | تدبير ينشئ نوعًا جديدًا من مناطق المدارس حيث يمكن للمنظمات غير الربحية تشغيل المدارس المستأجرة                                   | فشل    | 762,367 (35.57%)   | 1,380,816 (64.43%) |

### 1997
| اسم التدبير                   | الوصف | الحالة | أصوات مؤيدة        | أصوات معارضة       |
| ----------------------------- | --- | ------ | ------------------ | ------------------ |
| مشروع قانون الاستفتاء 48      | تدبير ينشئ هيئة عامة للملعب للإشراف على بناء وتشغيل ملعب لكرة القدم وكرة السلة لفريق سياتل سي هوكس                    | نجح    | 820,364 (51.15%)   | 783,584 (48.85%)   |
| مبادرة التدبير 673            | تدبير يضيف تنظيمات إضافية على صناعة التأمين الصحي                                                                     | فشل    | 521,161 (32.39%)   | 1,087,903 (67.61%) |
| مبادرة التدبير 676 ‏           | تدبير يتطلب أقفال الزناد على المسدسات وتنفيذ نظام لترخيص المسدسات                                                     | فشل    | 496,690 (29.38%)   | 1,194,004 (70.62%) |
| مبادرة التدبير 677            | تدبير يمنع التمييز في التوظيف على أساس الميول الجنسية                                                                 | فشل    | 666,073 (40.34%)   | 985,169 (59.66%)   |
| مبادرة التدبير 678            | تدبير يرخص لأخصائيي صحة الأسنان لأداء خدمات معينة دون إشراف طبيب الأسنان                                              | فشل    | 787,607 (47.13%)   | 883,488 (52.87%)   |
| مبادرة التدبير 685            | تدبير يزيل التجريم عن استخدام الماريجوانا الطبية ويوفر العلاج والتعليم والخدمة المجتمعية لمجرمي المخدرات غير العنيفين | فشل    | 659,244 (39.57%)   | 1,006,964 (60.43%) |
| مشروع قانون الاستفتاء 47      | تعديل يسمح للمقيمين بتعديل تقييمات الممتلكات حيث زادت القيمة بسبب سوق العقارات                                        | نجح    | 1,009,309 (63.52%) | 579,620 (36.48%)   |
| قرار مجلس النواب المشترك 4208 | تعديل يسمح لضرائب المدارس بالاستمرار لمدة تصل إلى أربع سنوات                                                          | نجح    | 858,777 (53.08%)   | 759,259 (46.92%)   |
| قرار مجلس النواب المشترك 4209 | تعديل يسمح للحكومات المحلية بإجراء قروض لتحسين خدمات مياه الأمطار والصرف الصحي                                        | نجح    | 1,002,382 (63.62%) | 573,083 (36.38%)   |

### 1998
| اسم التدبير              | الوصف | الحالة | أصوات مؤيدة        | أصوات معارضة       |
| ------------------------ | --- | ------ | ------------------ | ------------------ |
| مبادرة التدبير 688       | تدبير يزيد الحد الأدنى للأجور إلى 6.50 دولارات، مع زيادات سنوية للتكيف مع التضخم (ما يعادل $10 في 2020)                                               | نجح    | 1,259,470 (66.10%) | 644,764 (33.90%)   |
| مبادرة التدبير 692       | تدبير يزيل التجريم عن استخدام الماريجوانا الطبية للمرضى الذين يعانون من حالات مميتة أو مضعفة                                                          | نجح    | 1,121,851 (58.97%) | 780,631 (41.03%)   |
| مبادرة التدبير 694       | تدبير يحظر الإجهاض في مرحلة الولادة الجزئية إلا عند الضرورة لمنع وفاة الأم                                                                            | فشل    | 802,376 (42.90%)   | 1,070,360 (57.10%) |
| مشروع قانون الاستفتاء 49 | تدبير يقلل من ضرائب المركبات ويخول تمويل بقيمة 1.9 مليار دولار للطرق السريعة الحكومية والمحلية (ما يعادل $3٬017٬000٬000 في 2020)                      | نجح    | 1,056,786 (57.14%) | 792,783 (42.86%)   |
| مبادرة التدبير 200       | تدبير يحظر على الحكومة التمييز أو منح معاملة تفضيلية بناءً على العرق أو الجنس أو اللون أو الإثنية أو الأصل الوطني في التوظيف العام والتعليم والتعاقدات | نجح    | 1,099,410 (58.22%) | 788,930 (41.78%)   |

### 1999
| اسم التدبير                   | الوصف | الحالة | أصوات مؤيدة      | أصوات معارضة       |
| ----------------------------- | --- | ------ | ---------------- | ------------------ |
| مبادرة التدبير 695            | تدبير يقلل من ضرائب السيارات إلى 30 دولارًا سنويًا، ويتطلب موافقة الناخبين على أي زيادة في الضرائب، ويلغي الضرائب الحالية على المركبات (ما يعادل $50 في 2020) | نجح    | 992,715 (56.16%) | 775,054 (43.84%)   |
| مبادرة التدبير 696            | تدبير يحظر الصيد التجاري بالشباك والشباك المتحركة وصيد الأسماك بالجر، مع استثناء لصيد الأسماك القبلي                                                        | فشل    | 682,380 (39.51%) | 1,044,872 (60.49%) |
| قرار مجلس الشيوخ المشترك 21   | تعديل يزيل جميع القيود على ملكية الأراضي من قبل غير المواطنين داخل الولاية                                                                                  | نجح    | 984,122 (60.29%) | 648,262 (39.71%)   |
| قرار مجلس الشيوخ المشترك 8208 | تعديل يسمح للدولة باستثمار صندوق الاحتياطي الطارئ | فشل    | 798,756 (49.05%) | 829,637 (50.95%)   |

## 2000–الحاضر

### 2000
| اسم التدبير                   | الوصف | الحالة | أصوات مؤيدة        | أصوات معارضة       |
| ----------------------------- | --- | ------ | ------------------ | ------------------ |
| مبادرة التدبير 713            | تدبير يحظر بعض الفخاخ الحيوانية التي تمسك بالجسم وتسميم الحيوانات باستخدام سلفات الصوديوم أو سيانيد الصوديوم                                   | نجح    | 1,315,903 (54.61%) | 1,093,587 (45.39%) |
| مبادرة التدبير 722            | تدبير يلغي زيادات الضرائب التي تم تمريرها في عام 1999، ويستثني المركبات من الضرائب العقارية، ويحدد الزيادات السنوية في الضرائب العقارية إلى 2% | نجح    | 1,295,391 (55.89%) | 1,022,349 (44.11%) |
| مبادرة التدبير 728            | تدبير يقلل من أحجام الفصول الدراسية، ويوسع برامج التعلم، ويزيد من تدريب المعلمين، ويقوم ببناء مرافق المدارس                                    | نجح    | 1,714,485 (71.73%) | 675,635 (28.27%)   |
| مبادرة التدبير 729            | تدبير يخول إنشاء مدارس تشاركية | فشل    | 1,125,766 (48.17%) | 1,211,390 (51.83%) |
| مبادرة التدبير 732            | تدبير يوفر زيادات سنوية في الرواتب لمعلمي المدارس العامة تتماشى مع تكلفة المعيشة                                                               | نجح    | 1,501,261 (62.29%) | 893,601 (37.31%)   |
| مبادرة التدبير 745            | تدبير يخصص 90% من أموال النقل للطرق ويستثني بناء وصيانة الطرق من ضريبة المبيعات                                                                | فشل    | 955,329 (40.66%)   | 1,394,387 (59.34%) |
| قرار مجلس الشيوخ المشترك 8214 | تعديل يزيل القيود على استثمار صناديق الأمانة                                                                                                   | نجح    | 1,450,749 (64.85%) | 786,185 (35.15%)   |

### 2001
| اسم التدبير                   | الوصف | الحالة | أصوات نعم        | أصوات لا         |
| ----------------------------- | --- | ------ | ---------------- | ---------------- |
| مبادرة التدبير 747            | تدبير يحد من زيادة ضريبة الملكية السنوية إلى 1% ما لم يتم الموافقة عليها من قبل الناخبين                                     | نجح    | 826,258 (57.60%) | 609,266 (42.40%) |
| مبادرة التدبير 773            | تدبير يفرض ضرائب إضافية على السجائر ومنتجات التبغ بالجملة، لإنفاقها على توسيع خدمات الرعاية الصحية للأشخاص ذوي الدخل المنخفض | نجح    | 948,529 (66.10%) | 486,912 (33.90%) |
| مبادرة التدبير 775            | تدبير ينشئ هيئة جودة الرعاية المنزلية لتنظيم الرعاية المنزلية للمسنين وذوي الإعاقة                                           | نجح    | 880,523 (62.80%) | 522,848 (37.20%) |
| قرار مجلس الشيوخ المشترك 8208 | تعديل يسمح للمحاكم العليا باستدعاء قضاة من المحاكم الدنيا للنظر في بعض القضايا                                               | نجح    | 976,417 (71.18%) | 395,324 (28.82%) |
| قرار مجلس النواب المشترك 4202 | تعديل يسمح للهيئة التشريعية للدولة بتحديد الاستثمارات التي يمكن أن تمولها الدولة                                             | فشل    | 573,878 (42.97%) | 761,768 (57.03%) |

### 2002
| اسم التدبير                   | الوصف | الحالة | أصوات نعم          | أصوات لا           |
| ----------------------------- | --- | ------ | ------------------ | ------------------ |
| مبادرة التدبير 776            | تدبير يحدد رسوم ترخيص المركبات بمبلغ 30 دولارًا سنويًا للمركبات ويُلغي بعض الضرائب الأخرى المتعلقة بالمركبات            | نجح    | 901,478 (51.47%)   | 849,986 (48.53%)   |
| مبادرة التدبير 790            | تدبير يضع إدارة نظام تقاعد ضباط إنفاذ القانون ورجال الإطفاء في مجلس أمناء                                            | نجح    | 903,113 (53.02%)   | 800,105 (46.98%)   |
| استفتاء التدبير 53            | تدبير ينشئ فئات جديدة لمعدلات أصحاب العمل ويزيد بعض قواعد الأجور الخاضعة للضريبة                                     | فشل    | 665,760 (40.78%)   | 966,901 (59.22%)   |
| استفتاء مشروع القانون 51      | تدبير يزيد من ضرائب الوقود وضرائب المبيعات على المركبات ورسوم الوزن على الشاحنات لتمويل تحسينات البنية التحتية للنقل | فشل    | 674,724 (38.44%)   | 1,080,580 (61.56%) |
| قرار مجلس النواب المشترك 4220 | تعديل يقيّد عدد السنوات التي يمكن أن تُفرض فيها ضرائب إضافية من قبل مناطق الحماية من الحرائق                           | نجح    | 1,173,499 (70.20%) | 498,145 (29.80%)   |

### 2003
| اسم التدبير                   | الوصف | الحالة | أصوات نعم          | أصوات لا         |
| ----------------------------- | --- | ------ | ------------------ | ---------------- |
| مبادرة التدبير 841            | تدبير يلغي اللوائح الحالية لل ergonomics في الولاية ويمنع اعتماد لوائح جديدة حتى يتطلب معيار فيدرالي موحد | نجح    | 656,737 (53.49%)   | 570,980 (46.51%) |
| قرار مجلس النواب المشترك 4206 | تعديل يسمح للمسؤولين المنتخبين حديثًا بتولي مناصبهم مبكرًا إذا نشأت شغور                                    | نجح    | 1,008,710 (82.90%) | 207,720 (17.08%) |

### 2004
| اسم التدبير         | الوصف | الحالة | أصوات نعم          | أصوات لا           |
| ------------------- | --- | ------ | ------------------ | ------------------ |
| مبادرة التدبير 872 ‏ | تدبير ينفذ نظام الانتخابات الأولية من النوع "الأفضل اثنين" حيث يتقدم المرشحان الحاصلان على أكبر عدد من الأصوات إلى الانتخابات العامة بغض النظر عن الحزب | نجح    | 1,632,225 (59.85%) | 1,095,190 (40.15%) |
| مبادرة التدبير 884  | تدبير يزيد من ضريبة المبيعات في الولاية بنسبة 1% لإنشاء صندوق تعليم                                                                                     | فشل    | 1,102,996 (40.01%) | 1,654,112 (59.99%) |
| مبادرة التدبير 892  | تدبير يصرح باستخدام آلات القمار في المنشآت غير القبلية، مع جزء من إيرادات الضرائب المستخدمة لتقليل ضريبة الملكية                                        | فشل    | 1,069,414 (38.45%) | 1,711,785 (61.55%) |
| استفتاء التدبير 55  | تدبير يصرح بإنشاء مدارس تشاركية عامة | فشل    | 1,122,964 (41.70%) | 1,572,203 (58.30%) |
| مبادرة التدبير 297  | تدبير يتطلب تنظيف النفايات الخطرة قبل إضافة نفايات إضافية، ويعطي الأولوية للتنظيف، ويوفر المشاركة العامة والتنفيذ من خلال دعاوى المواطنين               | نجح    | 1,812,581 (69.09%) | 810,795 (31.01%)   |

### 2005
| اسم التدبير                   | الوصف | الحالة | أصوات نعم          | أصوات لا           |
| ----------------------------- | --- | ------ | ------------------ | ------------------ |
| مبادرة التدبير 900            | تدبير يوسع من صلاحيات المدقق العام للولاية لإجراء تدقيقات الأداء                                                          | نجح    | 994,757 (56.40%)   | 767,844 (43.60%)   |
| مبادرة التدبير 901            | تدبير يحظر التدخين في المباني والمركبات المفتوحة للجمهور، بما في ذلك المناطق ضمن 25 قدم (7.6 م) من الأبواب ومنافذ التهوية | نجح    | 1,153,353 (63.25%) | 670,225 (36.75%)   |
| مبادرة التدبير 912            | تدبير يلغي زيادة ضريبة الوقود التي أقرها المجلس التشريعي                                                                  | فشل    | 823,366 (45.38%)   | 991,196 (54.62%)   |
| مبادرة التدبير 330            | تدبير يحدد الأضرار غير الاقتصادية في دعاوى سوء الممارسة الطبية بمبلغ 350,000 دولار ويحد من أتعاب المحامين                 | فشل    | 783,435 (43.30%)   | 1,027,117 (56.70%) |
| مبادرة التدبير 336            | تدبير يضع قيودًا جديدة على دعاوى سوء الممارسة الطبية وترخيص مقدمي التأمين                                                  | فشل    | 711,443 (39.78%)   | 1,076,918 (60.22%) |
| قرار مجلس الشيوخ المشترك 8207 | تعديل يعدل نظام تصنيف القضاة                                                                                              | نجح    | 1,102,192 (67.55%) | 529,586 (32.45%)   |

### 2006
| اسم التدبير                    | الوصف | الحالة | أصوات نعم          | أصوات لا           |
| ------------------------------ | --- | ------ | ------------------ | ------------------ |
| مبادرة التدبير 920 ‏            | تدبير يلغي ضرائب التركات وينهي تمويل صندوق الإرث التعليمي                                                                   | فشل    | 778,047 (38.20%)   | 1,258,110 (61.80%) |
| مبادرة التدبير 933 ‏            | تدبير يعوض مالكي العقارات عندما تؤثر اللوائح على استخدام أو قيمة ممتلكاتهم                                                  | فشل    | 839,992 (41.20%)   | 1,199,679 (58.80%) |
| مبادرة التدبير 937 ‏            | تدبير يتطلب من شركات الكهرباء الكبيرة زيادة الحفاظ على الطاقة واستخدام الطاقة المتجددة                                      | نجح    | 1,042,679 (51.73%) | 972,747 (48.27%)   |
| قرار مجلس النواب المشترك 4223 ‏ | تعديل يمنح الهيئة التشريعية القدرة على زيادة الحد الأقصى للإعفاء من ضريبة الممتلكات الشخصية من 3,000 دولار إلى 15,000 دولار | نجح    | 1,581,373 (79.82%) | 399,684 (20.17%)   |

### 2007
| اسم التدبير                         | الوصف                                                                                                | الحالة | أصوات نعم          | أصوات لا         |
| ----------------------------------- | --- | ------ | ------------------ | ---------------- |
| مبادرة التدبير 960                  | تدبير يتطلب أغلبية كبيرة في الهيئة التشريعية لرفع الضرائب والرسوم                                    | نجح    | 816,792 (51.24%)   | 777,125 (48.76%) |
| استفتاء التدبير 67 ‏                 | تدبير يسمح للمستهلكين بجمع تعويضات ثلاثية من شركات التأمين عن المطالبات التي تم رفضها بشكل غير معقول | نجح    | 910,598 (56.70%)   | 695,326 (43.30%) |
| مشروع قرار مجلس الشيوخ المشترك 8206 | تعديل يتطلب من الدولة تحويل 1% من الإيرادات السنوية إلى حساب استقرار الميزانية                       | نجح    | 1,048,562 (67.74%) | 499,292 (32.26%) |
| قرار مجلس الشيوخ المشترك 8212       | تعديل يسمح باستخدام برامج عمل السجناء من قبل الشركات الخاصة                                          | نجح    | 937,557 (60.71%)   | 606,863 (39.29%) |
| مشروع قرار مجلس النواب المشترك 4204 | تعديل يلغي متطلبات الموافقة بأغلبية كبيرة لضرائب الممتلكات في مناطق المدارس                          | نجح    | 811,507 (50.61%)   | 792,010 (49.39%) |
| مشروع قرار مجلس النواب المشترك 4215 | تعديل يمنح الهيئة التشريعية القدرة على تحديد الاستثمارات المسموح بها لصناديق التعليم العالي          | نجح    | 831,669 (54.45%)   | 695,663 (45.55%) |

### 2008
| اسم التدبير          | الوصف | الحالة | أصوات نعم          | أصوات لا           |
| -------------------- | --- | ------ | ------------------ | ------------------ |
| مبادرة التدبير 985   | تدبير يفتح ممرات المركبات ذات الكثافة العالية لجميع حركة المرور خلال ساعات معينة، ويتطلب تزامن إشارات المرور، ويزيد من تمويل المساعدة على جانب الطريق، ويخصص بعض الضرائب لأغراض تدفق المرور | فشل    | 1,163,216 (40.01%) | 1,744,156 (59.99%) |
| مبادرة التدبير 1000 ‏ | تدبير يشرع الانتحار بمساعدة للبالغين الذين يعانون من أمراض مميتة ولديهم قدرة عقلية كافية | نجح    | 1,715,219 (57.82%) | 1,251,255 (42.18%) |
| مبادرة التدبير 1029 ‏ | تدبير يتطلب من الأشخاص الذين يعملون مع كبار السن وذوي الإعاقة الحصول على شهادة | نجح    | 2,113,773 (72.53%) | 800,733 (27.47%)   |

### 2009
| اسم التدبير         | الوصف                                                                                                  | الحالة | أصوات نعم        | أصوات لا         |
| ------------------- | --- | ------ | ---------------- | ---------------- |
| مبادرة التدبير 1033 | تدبير يحدد معدل نمو إيرادات الدولة والمقاطعات والمدن ليكون مساوياً لمعدل التضخم ونمو السكان             | فشل    | 434,051 (44.62%) | 538,768 (55.38%) |
| استفتاء التدبير 71 ‏ | تدبير يعترف بالشركاء المثليين على أنهم يتمتعون بنفس حقوق الأزواج المتزوجين (دون الاعتراف بهم كمتزوجين) | نجح    | 951,822 (53.15%) | 838,842 (46.85%) |

### 2010
| اسم التدبير                   | الوصف | الحالة | أصوات نعم          | أصوات لا           |
| ----------------------------- | --- | ------ | ------------------ | ------------------ |
| مبادرة التدبير 1053           | تدبير يتطلب أن تتطلب الإجراءات التشريعية لرفع الضرائب دون تصويت الشعب موافقة أغلبية كبيرة                                 | نجح    | 1,571,655 (63.75%) | 895,833 (36.25%)   |
| مبادرة التدبير 1082           | تدبير يخصخص تأمين تعويضات العمال في الولاية                                                                               | فشل    | 991,153 (40.91%)   | 1,431,516 (59.09%) |
| مبادرة التدبير 1098           | تدبير ينشئ ضريبة دخل على الأشخاص الذين يكسبون أكثر من 200,000 دولار سنويًا ويقلل من ضريبة الملكية على مستوى الولاية        | فشل    | 903,319 (35.85%)   | 1,616,273 (64.15%) |
| مبادرة التدبير 1100           | تدبير يغلق متاجر الكحول التي تديرها الدولة ويشرع بيع وتوزيع الكحول من قبل الشركات الخاصة                                  | فشل    | 1,175,302 (46.57%) | 1,348,213 (53.43%) |
| مبادرة التدبير 1105           | تدبير يغلق جميع متاجر الكحول الحكومية، ويرخص للأطراف الخاصة لبيع وتوزيع الكحول، ويعدل بعض القوانين المتعلقة بضرائب الكحول | فشل    | 878,687 (34.96%)   | 1,634,516 (65.04%) |
| مبادرة التدبير 1107           | تدبير يلغي الضرائب على الحلوى والمياه المعبأة والمشروبات الغازية                                                          | نجح    | 1,522,658 (60.44%) | 996,761 (39.56%)   |
| استفتاء مشروع القانون 52      | تدبير يصرح بتخصيص 500 مليون دولار لتمويل تجديد المدارس العامة ومباني الحكومة                                              | فشل    | 1,139,527 (46.23%) | 1,325,253 (53.77%) |
| قرار مجلس الشيوخ المشترك 8225 | تعديل يعيد تعريف "الفائدة" في دستور واشنطن                                                                                | نجح    | 1,180,552 (52.01%) | 1,089,100 (47.99%) |
| قرار مجلس النواب المشترك 4220 | تعديل يصرح للقضاة برفض الكفالة إذا رأوا أن الجمهور في خطر                                                                 | نجح    | 2,082,465 (84.62%) | 378,634 (15.48%)   |

### 2011
| اسم التدبير                   | الوصف                                                                                             | الحالة | أصوات نعم          | أصوات لا         |
| ----------------------------- | ------------------------------------------------------------------------------------------------- | ------ | ------------------ | ---------------- |
| مبادرة التدبير 1125           | تدبير يقيّد استخدامات وزيادات ضرائب الرسوم على الطرق                                               | فشل    | 878,923 (46.79%)   | 999,484 (53.21%) |
| مبادرة التدبير 1163           | تدبير يتطلب من عمال الرعاية طويلة الأمد إجراء فحوصات خلفية، وتلقي التدريب، وتلبية متطلبات الشهادة | نجح    | 1,222,019 (65.02%) | 657,470 (34.98%) |
| مبادرة التدبير 1183           | تدبير يغلق جميع متاجر الكحول التي تديرها الدولة ويسمح للشركات الخاصة ببيع الكحول                  | نجح    | 1,128,904 (58.74%) | 793,026 (41.26%) |
| قرار مجلس الشيوخ المشترك 8205 | تعديل يغير مدة الوقت التي يجب أن يقيمها الناخب في واشنطن قبل التصويت في الانتخابات الرئاسية       | نجح    | 1,335,039 (73.13%) | 490,445 (26.87%) |
| قرار مجلس الشيوخ المشترك 8206 | تعديل يتطلب تحويل الأموال الزائدة من نمو الإيرادات إلى حساب استقرار الميزانية                     | نجح    | 1,186,069 (66.60%) | 594,687 (33.40%) |

### 2012
| اسم التدبير                   | الوصف                                                                                      | الحالة | أصوات نعم          | أصوات لا           |
| ----------------------------- | ------------------------------------------------------------------------------------------ | ------ | ------------------ | ------------------ |
| مبادرة التدبير 1185 ‏          | تدبير يتطلب أن تتطلب الإجراءات التشريعية لرفع الضرائب دون تصويت الشعب موافقة أغلبية كبيرة  | نجح    | 1,892,969 (63.91%) | 1,069,083 (36.09%) |
| مبادرة التدبير 1240 ‏          | تدبير ينشئ نظام مدارس تشاركية عامة لا يتجاوز عددها أربعين مدرسة خلال السنوات الخمس القادمة | نجح    | 1,525,807 (50.69%) | 1,484,125 (49.31%) |
| استفتاء التدبير 74 ‏           | تدبير يشرع الزواج من نفس الجنس                                                             | نجح    | 1,659,915 (53.70%) | 1,431,285 (46.30%) |
| مبادرة التدبير 502 ‏           | تدبير يشرع ويضع ضرائب وينظم الماريجوانا                                                    | نجح    | 1,724,209 (55.70%) | 1,371,235 (44.30%) |
| قرار مجلس الشيوخ المشترك 8221 | تعديل ينفذ تغييرات في استخدام ديون السندات الحكومية                                        | نجح    | 1,748,436 (62.91%) | 1,031,039 (37.09%) |
| قرار مجلس الشيوخ المشترك 8223 | تعديل يسمح للجامعات الحكومية البحثية باستثمار الأموال                                      | فشل    | 1,258,969 (43.99%) | 1,602,785 (56.01%) |

### 2013
| اسم التدبير         | الوصف                                                                 | الحالة | أصوات نعم        | أصوات لا           |
| ------------------- | --------------------------------------------------------------------- | ------ | ---------------- | ------------------ |
| مبادرة التدبير 517  | تدبير يفرض عقوبات جنائية على من يتدخل أو ينتقم من جهود جمع التوقيعات  | فشل    | 629,584 (37.29%) | 1,058,572 (62.71%) |
| مبادرة التدبير 522 ‏ | تدبير يتطلب وضع ملصقات على الأطعمة التي تحتوي على كائنات معدلة وراثيًا | فشل    | 857,511 (48.91%) | 895,557 (51.09%)   |

### 2014
| اسم التدبير         | الوصف                                                                                   | الحالة | أصوات نعم          | أصوات لا           |
| ------------------- | --------------------------------------------------------------------------------------- | ------ | ------------------ | ------------------ |
| مبادرة التدبير 594  | تدبير يتطلب إجراء فحوصات خلفية لكل عملية شراء سلاح ناري، بما في ذلك المبيعات الخاصة     | نجح    | 1,242,734 (59.27%) | 853,990 (40.73%)   |
| مبادرة التدبير 591  | تدبير يمنع الحكومة من تنفيذ فحوصات خلفية على مبيعات الأسلحة ما لم يتم وضع معيار فيدرالي | فشل    | 929,220 (44.73%)   | 1,147,966 (55.27%) |
| مبادرة التدبير 1351 | تدبير يقلل من أحجام الفصول الدراسية في المدارس العامة                                   | نجح    | 1,052,519 (50.96%) | 1,012,958 (49.04%) |

### 2015
| اسم التدبير         | الوصف | الحالة | أصوات نعم          | أصوات لا         |
| ------------------- | --- | ------ | ------------------ | ---------------- |
| مبادرة التدبير 1366 | تدبير لتقليل معدل ضريبة المبيعات الحكومية بنسبة 1% ما لم تصل الهيئة التشريعية إلى أغلبية كبيرة لتحديد كيفية الموافقة على زيادات الضرائب | نجح    | 760,518 (51.52%)   | 715,684 (48.48%) |
| مبادرة التدبير 1401 | تدبير يزيد من العقوبات على الاتجار بالأنواع الحيوانية المهددة بالانقراض                                                                 | نجح    | 1,043,773 (70.29%) | 441,170 (29.71%) |

### 2016
| اسم التدبير                   | الوصف | الحالة | أصوات نعم          | أصوات لا           |
| ----------------------------- | --- | ------ | ------------------ | ------------------ |
| مبادرة التدبير 732 ‏           | تدبير لفرض ضريبة كربون على بيع أو استخدام الوقود الأحفوري والكهرباء المرتبطة به                                    | فشل    | 1,265,123 (40.75%) | 1,839,414 (59.25%) |
| مبادرة التدبير 735            | تدبير يدعو وفد ولاية واشنطن في الكونغرس إلى اقتراح تعديل دستوري اتحادي يحجز الحقوق الدستورية للأفراد، وليس الشركات | نجح    | 1,923,489 (62.82%) | 1,138,453 (37.18%) |
| مبادرة التدبير 1433           | تدبير يزيد الحد الأدنى للأجور إلى 13.50 دولارًا ويتطلب من أصحاب العمل تقديم إجازة مرضية مدفوعة                      | نجح    | 1,848,583 (57.42%) | 1,370,907 (42.58%) |
| مبادرة التدبير 1464           | تدبير ينشئ نظام تمويل الحملات العامة                                                                               | فشل    | 1,415,798 (46.29%) | 1,642,784 (53.71%) |
| مبادرة التدبير 1491           | تدبير يصرح للمحاكم بإزالة وصول الأفراد إلى الأسلحة النارية إذا كانوا يشكلون تهديدًا فوريًا لأنفسهم أو للآخرين        | نجح    | 2,234,799 (69.39%) | 985,658 (30.61%)   |
| مبادرة التدبير 1501           | تدبير يزيد من العقوبات الجنائية على سرقة الهوية                                                                    | نجح    | 2,247,906 (70.64%) | 934,365 (29.36%)   |
| قرار مجلس الشيوخ المشترك 8210 | تعديل يتطلب من لجنة إعادة تقسيم الدوائر الحكومية إكمال إعادة التقسيم بحلول 15 نوفمبر من كل عام ينتهي برقم واحد     | نجح    | 2,246,030 (77.32%) | 658,927 (22.68%)   |

### 2018
| اسم التدبير          | الوصف | الحالة | أصوات نعم          | أصوات لا           |
| -------------------- | --- | ------ | ------------------ | ------------------ |
| مبادرة التدبير 940   | تدبير يتطلب تدريبًا إضافيًا للشرطة في مجالات تخفيف التصعيد والصحة النفسية والإسعافات الأولية                           | نجح    | 1,834,579 (59.60%) | 1,243,316 (40.40%) |
| مبادرة التدبير 1631 ‏ | تدبير يفرض رسوم كربون، مع استخدام الإيرادات المولدة لتمويل مبادرات تقليل غازات الدفيئة                               | فشل    | 1,340,725 (43.44%) | 1,745,703 (56.56%) |
| مبادرة التدبير 1634  | تدبير يمنع الحكومات المحلية من فرض ضرائب على المواد الغذائية، بما في ذلك ضريبة المشروبات السكرية                     | نجح    | 1,721,487 (55.88%) | 1,359,240 (44.12%) |
| مبادرة التدبير 1639  | تدبير يرفع الحد الأدنى لسن شراء الأسلحة الهجومية إلى 21 عامًا، ويضيف فحوصات خلفية وفترات انتظار، ويضع متطلبات التخزين | نجح    | 1,839,475 (59.35%) | 1,259,681 (40.65%) |

### 2019
| اسم التدبير                   | الوصف                                                                                       | الحالة | أصوات نعم          | أصوات لا         |
| ----------------------------- | ------------------------------------------------------------------------------------------- | ------ | ------------------ | ---------------- |
| استفتاء التدبير 88            | تدبير يسمح للدولة بتنفيذ سياسات العمل الإيجابي في التوظيف العام والتعليم والمقاولات         | فشل    | 952,053 (49.44%)   | 973,610 (50.56%) |
| مبادرة التدبير 976 ‏           | تدبير يقلل من رسوم تسجيل المركبات ويقطع تمويل النقل                                         | نجح    | 1,055,749 (52.99%) | 936,751 (47.01%) |
| قرار مجلس الشيوخ المشترك 8200 | تعديل يسمح للهيئة التشريعية بتمرير مشاريع القوانين التي توضح تسلسل السلطة خلال حالة الطوارئ | نجح    | 1,247,265 (65.05%) | 670,086 (34.95%) |

### 2020
| اسم التدبير                   | الوصف                                                                              | الحالة | أصوات نعم          | أصوات لا           |
| ----------------------------- | ---------------------------------------------------------------------------------- | ------ | ------------------ | ------------------ |
| استفتاء التدبير 90            | تدبير يتطلب من المدارس العامة تقديم تعليم شامل حول الجنس لجميع الطلاب              | نجح    | 2,283,630 (57.82%) | 1,665,906 (42.18%) |
| قرار مجلس الشيوخ المشترك 8212 | تعديل يسمح للهيئة التشريعية باستثمار حساب خدمات ودعم الرعاية طويلة الأجل في الأسهم | فشل    | 1,738,080 (45.64%) | 2,069,809 (54.36%) |

### 2024
| اسم التدبير  | الوصف | الحالة | أصوات نعم          | أصوات لا           |
| ------------ | --- | ------ | ------------------ | ------------------ |
| مبادرة 2066  | تدبير يمنع السلطات المحلية من تقييد الوصول إلى خدمات الغاز الطبيعي أو فرض عقوبات على استخدامها أو تحفيز إنهاء خدمات الغاز. | نجح    | 1,941,474 (51.71%) | 1,813,169 (48.29%) |
| مبادرة 2109 ‏ | تدبير يلغي مشروع القانون 5096، الذي أنشأ ضريبة الأرباح الرأسمالية في واشنطن.                                               | فشل    | 1,364,510 (35.89%) | 2,437,419 (64.11%) |
| مبادرة 2117 ‏ | تدبير يمنع الحكومة الحكومية من إنشاء أي شكل من أشكال برنامج الائتمانات الكربونية ويلغي قانون التزام المناخ في واشنطن.      | فشل    | 1,437,103 (38.05%) | 2,340,077 (61.95%) |
| مبادرة 2124 ‏ | تدبير يسمح لسكان الولاية بالانسحاب من برنامج الرعاية WA Cares.                                                             | فشل    | 1,668,435 (44.54%) | 2,077,216 (55.46%) |

## الملاحظات
1. ↑  تم إلغاءه في عام 2013 بواسطة League of Educ. Voters v. State[132]
2. ↑  تم إلغاءه في عام 2000 بواسطة Amalgamated Transit Union Local 587 v. State of Washington[146]
3. ↑  أُلغي من قبل المحكمة العليا في عام 2007[151]
4. ↑  أُلغي مؤقتًا في عام 2003 من قبل قاضٍ في محكمة مقاطعة كينغ، لكن أعيدت الموافقة عليها من قبل المحكمة العليا في نفس العام.[154]
5. ↑  أُلغي جزئيًا في عام 2013 في قضية League of Educ. Voters v. State[165]
6. ↑  أُلغي في عام 2013 في قضية League of Educ. Voters v. State[172]
7. ↑  أُلغي في عام 2013 في قضية League of Educ. Voters v. State[165]
8. ↑  أُلغي في عام 2016 في قضية Huff v. Wyman[183]
9. ↑  أُلغي في عام 2020 في قضية Garfield County Transp. Auth. et al v. State et al.[190]